# Serie A 2021-2022
La Serie A 2021-2022 è stata la 120ª edizione della massima serie del campionato italiano di calcio (la 90ª a girone unico), disputata tra il 21 agosto 2021 e il 22 maggio 2022 e conclusa con la vittoria del Milan, al suo diciannovesimo titolo.
Capocannoniere del torneo è stato Ciro Immobile (Lazio) con 27 reti.

## Stagione

### Novità
A sostituire Benevento, Crotone e Parma, retrocesse in Serie B nella stagione precedente, ci sono Empoli, vincitore della Serie B 2020-2021 e tornato nella massima serie dopo due anni d'assenza, Salernitana, dopo 22 anni d'assenza, e Venezia, dopo 19 anni d'assenza e la promozione in massima serie da vincente dei play-off.
Le regioni più rappresentate sono la Lombardia (Atalanta, Inter e Milan) e la Liguria (Genoa, Sampdoria e Spezia) con tre squadre ciascuna. Con due club a testa ci sono Campania (Napoli e Salernitana), Emilia-Romagna (Bologna e Sassuolo), Lazio (Lazio e Roma), Piemonte (Juventus e Torino), Toscana (Empoli e Fiorentina) e Veneto (Venezia e Verona). Infine vantano una formazione cadauna Friuli-Venezia Giulia (Udinese) e Sardegna (Cagliari).
Sono confermate un massimo di cinque sostituzioni, da effettuare utilizzando un massimo di tre interruzioni di gioco, durante la disputa degli incontri, come accaduto nella stagione precedente.

### Calendario e orari di gioco
Il campionato ha avuto inizio sabato 21 agosto 2021 con i primi anticipi della prima giornata, a cui sono poi seguite le restanti gare del turno domenica 22. Il campionato si è concluso domenica 22 maggio 2022, con una pausa natalizia dal 23 dicembre 2021 al 5 gennaio 2022. Sono previsti cinque turni infrasettimanali, in programma per il 22 settembre, 27 ottobre, 1º dicembre e 22 dicembre 2021, e per il 6 gennaio 2022, e cinque soste per gli impegni delle nazionali, in programma per il 5 settembre, 10 ottobre e 14 novembre 2021, e per il 30 gennaio e 27 marzo 2022.
Per la prima volta, il calendario non prevede più la simmetria tra gare di andata e gare di ritorno, che si svolgeranno quindi secondo un ordine diverso rispetto all'andata. La partita di ritorno tra due squadre non potrà essere disputata a meno di otto partite di distanza da quella d'andata.
Gli orari di gioco previsti sono:
- Sabato: 3 partite
  - 1 anticipo alle 15:00
  - 1 anticipo alle 18:00
  - 1 anticipo alle 20:45
- Domenica: 6 partite
  - 1 anticipo alle 12:30
  - 3 partite alle 15:00
  - 1 posticipo alle 18:00
  - 1 posticipo alle 20:45
- Lunedì: 1 partita
  - 1 posticipo alle 20:45

Nelle giornate che precedono le soste per le nazionali (2ª, 7ª, 12ª, 23ª e 30ª) e in quelle che precedono i turni infrasettimanali (4ª, 9ª, 14ª e 18ª), il posticipo del lunedì alle 20:45 può essere sostituito da un anticipo il venerdì alle 20:45. I turni infrasettimanali si disputano con due anticipi martedì alle 18:30, due anticipi martedì alle 20:45, due anticipi mercoledì alle 18:30, due gare mercoledì alle 20:45, un posticipo giovedì alle 18:30 e un posticipo giovedì alle 20:45.
La 1ª giornata si disputa domenica 22 agosto 2021 con due partite alle 18:30, quattro anticipi al sabato, due alle 18:30 e due alle 20:45, e due posticipi al lunedì, uno alle 18:30 e uno alle 20:45. La 2ª giornata si disputa domenica 29 agosto 2021 con due partite alle 18:30, due anticipi al venerdì, uno alle 18:30 e uno alle 20:45, e quattro anticipi al sabato, due alle 18:30 e due alle 20:45. La 19ª giornata si disputa mercoledi 22 dicembre 2021 con due partite alle 16:30, tre alle 18:30 e due alle 20:45, e tre anticipi al martedì, uno alle 18:30 e due alle 20:45.
La 20ª giornata si disputa tutta giovedì 6 gennaio 2022 con due partite alle 12:30, due alle 14:30, due alle 16:30, due alle 18:30 e due alle 20:45. La 21ª giornata si disputa tutta domenica 9 gennaio 2022 con due partite alle 12:30, due alle 14:30, due alle 16:30, due alle 18:30 e due alle 20:45. La 27ª giornata inizia con cinque minuti di ritardo «[...] per evidenziare la grave situazione umanitaria in corso in Ucraina ed inviare un unanime messaggio di pace». La 33ª giornata si disputa sabato 16 aprile 2022 con una partita alle 12:30, due alle 14:30, una alle 16:30, una alle 18:30 e una alle 20:45, due anticipi al venerdì, uno alle 19:00 e uno alle 21:00, e due posticipi al lunedì, uno alle 19:00 e uno alle 21:00. La 38ª giornata si disputa domenica 22 maggio 2022 con una partita alle 12:30, due alle 18:00 e due alle 21:00, un anticipo al venerdì alle 20:45, e quattro anticipi al sabato, uno alle 17:15 e tre alle 20:45.

### Calciomercato

#### Sessione estiva

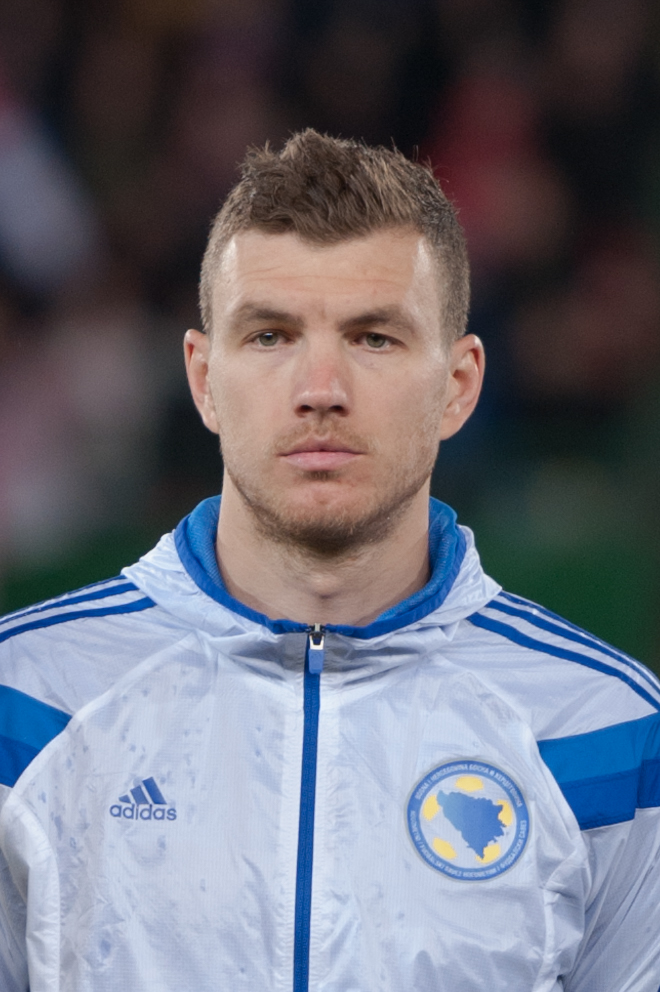
Edin Džeko è il centravanti scelto dai campioni in carica dell' per rimpiazzare il partente Romelu Lukaku.

L'Inter campione in carica saluta Conte, per divergenze d'intenti sul futuro della squadra, e affida la panchina a Simone Inzaghi, reduce dal quinquennio alla Lazio. I nerazzurri, inoltre, devono far fronte alla partenza di due giocatori fondamentali per la vittoria dello scudetto nell'annata precedente: l'esterno Hakimi si trasferisce al Paris Saint-Germain dopo una sola stagione, mentre il centravanti Lukaku viene ceduto al Chelsea per 115 milioni di euro, diventando la cessione più remunerativa di sempre per un club della Serie A. Per sostituire i due partenti, i meneghini acquistano l'esterno olandese Dumfries dal PSV e il centravanti bosniaco Džeko, che dopo sei stagioni lascia la Roma. Per rinforzare la rosa, l'Inter riaccoglie il difensore Dimarco dal Verona, preleva l'attaccante Correa dalla Lazio e mette sotto contratto il centrocampista turco Çalhanoğlu, che, in scadenza di contratto dopo quattro anni al Milan, si accasa ai rivali cittadini.
Anche le antagoniste più accreditate dei nerazzurri devono fare i conti con partenze eccellenti: dopo tre stagioni in Italia, Ronaldo lascia la Juventus e si trasferisce al Manchester Utd, venendo sostituito con Kean, in arrivo dall'Everton. In panchina i torinesi, dopo una stagione al di sotto delle aspettative, congedano Pirlo e scelgono di ripartire da Allegri, reduce da un biennio sabbatico. Per quanto riguarda l'organico, i bianconeri si rinforzano con il centrocampista Locatelli dal Sassuolo e l'attaccante Kaio Jorge dal Santos e riaccolgono il portiere Perin e i difensori De Sciglio e Rugani, di ritorno dai rispettivi prestiti. A salutare sono, oltre a Ronaldo, la bandiera Buffon e il difensore turco Demiral, ceduto all'Atalanta. Il Milan vede partire, oltre al sopracitato Çalhanoğlu, anche il portiere Donnarumma, che sceglie di non rinnovare il contratto in scadenza e si trasferisce al Paris Saint-Germain. Per sostituirlo i meneghini scelgono di puntare sul francese Maignan, dal Lilla. Il club rossonero prende anche il centravanti transalpino Giroud dal Chelsea e il fantasista brasiliano Messias dal Crotone e perfeziona gli acquisti a titolo definitivo di due giocatori già in rosa nella stagione precedente come Tomori e Tonali, rispettivamente dal Chelsea e dal Brescia. Sul fronte partenze, saluta Mandžukić, mentre Dalot ritorna al Manchester Utd, venendo rimpiazzato da Florenzi in prestito dalla Roma.

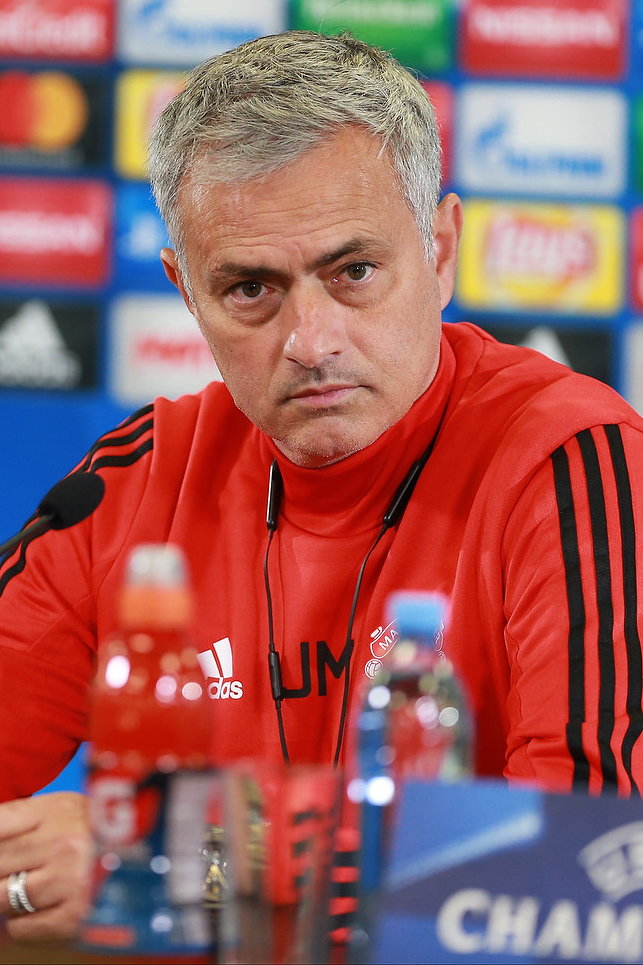
José Mourinho fa ritorno in Italia, undici anni dopo l'ultima esperienza, per guidare la : a fine anno i giallorossi sono sesti.

L'Atalanta, alla terza partecipazione consecutiva in Champions League, cede il portiere Gollini e il difensore Romero al Tottenham e li sostituisce con l'argentino Musso, acquistato dall'Udinese, e il sopracitato Demiral. I bergamaschi si rinforzano anche con gli arrivi di Zappacosta dal Chelsea e Koopmeiners dall'AZ Alkmaar. Il Napoli saluta Gattuso e affida la guida tecnica a Spalletti, anche lui come Allegri reduce da un biennio sabbatico. I partenopei confermano sostanzialmente la rosa dell'anno precedente, con il ritorno di Ounas e gli arrivi di Juan Jesus e Anguissa, quest'ultimo dal Fulham, a fare da contraltare alle partenze di Maksimović e Bakayoko (che fa ritorno in prestito al Milan). Saluta anche un giocatore di lungo corso come Hysaj, che si trasferisce da svincolato alla Lazio, sostituito dal ritorno di Malcuit.
Anche le due squadre capitoline cambiano guida tecnica: la Roma congeda Fonseca e punta su Mourinho, di ritorno nel campionato italiano undici anni dopo i successi con l'Inter, mentre la Lazio rimpiazza il partente Inzaghi con Sarri, che torna in panchina un anno dopo l'esperienza alla Juventus. I giallorossi operano un'ingente campagna di rafforzamento, acquistando il centravanti inglese Abraham dal Chelsea, che si aggiunge agli acquisti dell'attaccante uzbeko Shomurodov dal Genoa, del portiere portoghese Rui Patrício dal Wolverhampton e del terzino uruguaiano Viña dal Palmeiras. Salutano, oltre ai già citati Džeko e Florenzi, il portiere Pau López, ceduto all'Olympique Marsiglia, e l'attaccante Pedro, ceduto alla Lazio. I biancocelesti, oltre ai sopracitati Pedro e Hysaj, acquistano pure l'esterno brasiliano Felipe Anderson, di ritorno dopo l'esperienza al West Ham Utd, il trequartista argentino Romero ed il centrocampista Zaccagni dal Verona. A lasciare sono il sopracitato Correa e Caicedo, acquistato dal Genoa.
Tra le altre squadre, è da segnalare la Fiorentina, che riparte da Italiano in panchina e acquista l'attaccante argentino González dallo Stoccarda, il centrocampista uruguaiano Torreira dall'Arsenal e i difensori Nastasić e Odriozola, rispettivamente dallo Schalke 04 e dal Real Madrid. Salutano Borja Valero e Ribery, con quest'ultimo che si accorda con la neopromossa Salernitana. Anche Sassuolo e Torino cambiano guida tecnica, scegliendo rispettivamente Dionisi e Jurić. I neroverdi cedono Caputo, che si trasferisce alla Sampdoria del nuovo allenatore D'Aversa. Anche il Bologna acquista un nuovo centravanti, l'austriaco Arnautović.

#### Sessione invernale

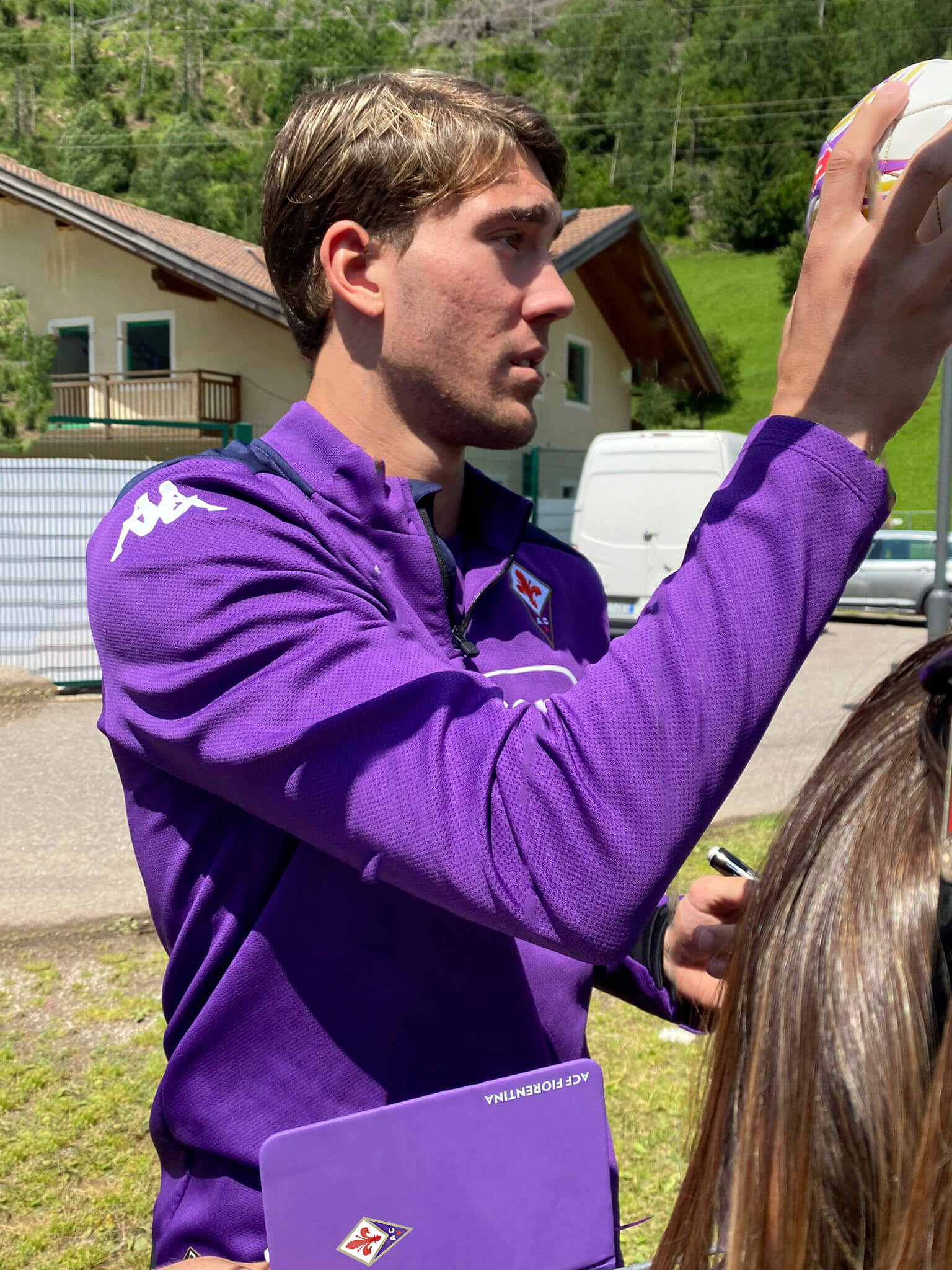
Dušan Vlahović si trasferisce a metà stagione dalla alla, contribuendo al quarto posto dei bianconeri.

La grande protagonista del mercato invernale è la Juventus, che acquista il centravanti Vlahović dalla Fiorentina per 70 milioni di euro e rinforza il centrocampo con l'arrivo dello svizzero Zakaria dal Borussia M'gladbach. I bianconeri operano anche in uscita, cedendo Bentancur e Kulusevski al Tottenham, e Ramsey al Rangers. L'Inter rinforza il centrocampo con l'acquisto dell'esterno Gosens dall'Atalanta e puntella l'attacco con l'arrivo del centravanti Caicedo dal Genoa; in uscita, i nerazzurri cedono Sensi alla Sampdoria. L'Atalanta accoglie gli attaccanti Boga dal Sassuolo e Mihăilă dal Parma, lasciando partire, oltre al già citato Gosens, Lovato e Piccoli, rispettivamente in direzione Cagliari e Genoa. Tra le squadre più attive c'è anche la Roma, che prende il centrocampista portoghese Oliveira dal Porto e l'esterno inglese Maitland-Niles dall'Arsenal; i giallorossi salutano Villar e Mayoral, ceduti entrambi al Getafe, oltre a Calafiori, ceduto al Genoa.
La Lazio tessera e ufficializza il difensore serbo Kamenović e la punta capoverdiana Cabral dallo Sporting Lisbona che sostituisce il partente Muriqi, spedito al Maiorca. La Fiorentina, dopo aver ceduto Vlahović alla Juventus, acquista l'attaccante brasiliano Cabral dal Basilea e l'ala francese Ikoné dal Lilla; i viola, inoltre, riportano in Serie A l'attaccante polacco Piątek, prendendolo dall'Hertha Berlino. Di segno opposto il mercato di Napoli e Milan, che si limitano a operazioni minori: gli azzurri rimpiazzano il difensore Manōlas, ceduto all'Olympiacos, con l'inglese Tuanzebe dal Manchester Utd; i rossoneri cedono Conti alla Sampdoria e restituiscono al Monaco l'attaccante Pellegri, che viene poi girato dagli stessi francesi al Torino (che prende pure Ricci dall'Empoli).
Molto attive le squadre in lotta per la salvezza: la Salernitana rivoluziona la squadra, acquistando il portiere Sepe dal Parma, i difensori Fazio e Radovanović, i centrocampisti Bohinen ed Éderson da CSKA Mosca e Corinthians, e gli attaccanti Mousset e Verdi da Sheffield Utd e Torino. Anche il Genoa perfeziona diverse operazioni in entrata, prendendo i difensori Hefti e Østigård da Young Boys e Brighton, il centrocampista Amiri dal Bayer Leverkusen e l'attaccante Yeboah dallo Sturm Graz, oltre ai già citati Piccoli e Calafiori. Il Cagliari accoglie il difensore Goldaniga dal Sassuolo e il centrocampista Baselli dal Torino, oltre al già citato Lovato, mentre a partire sono Godín e Cáceres, finiti ai margini della squadra. Il Venezia prende il difensore Ullmann dal Rapid Vienna, il centrocampista Cuisance dal Bayern Monaco e gli attaccanti Nani e Nsame, quest'ultimo dallo Young Boys. Anche il Bologna preleva un giocatore dalla squadra svizzera, il centrocampista Aebischer, che viene accolto assieme al difensore Kasius dall'Utrecht. La Sampdoria, oltre ai già citati Sensi e Conti, acquista il difensore Magnani dal Verona, il centrocampista Rincón dal Torino e l'attaccante Suprjaha dalla Dinamo Kiev.

### Avvenimenti

#### Girone di andata

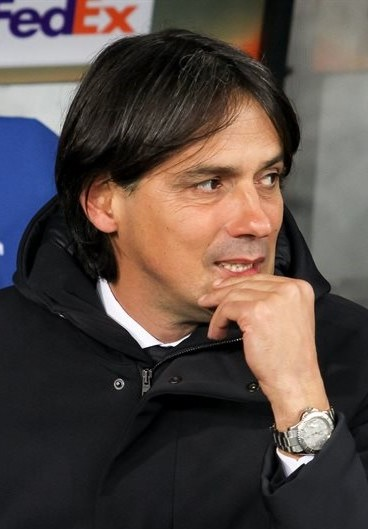
Simone Inzaghi, al debutto all', centra il titolo di campione d'inverno, ma i nerazzurri a fine anno devono accontentarsi del secondo posto.

L'avvio di campionato fa registrare l'ottima partenza del Napoli di Spalletti: dopo quattro giornate gli azzurri sono gli unici a punteggio pieno e guidano la classifica in solitaria. All'inseguimento dei partenopei ci sono appaiate le due squadre milanesi, che ottengono tre successi e un pareggio nelle prime quattro gare: se l'Inter di Inzaghi mette in mostra un attacco molto prolifico, il Milan di Pioli evidenzia un'ottima tenuta difensiva. La sorpresa in negativo dell'inizio di stagione è la Juventus di Allegri, che non riesce a cogliere alcuna vittoria come non succedeva ai bianconeri da sessant'anni. A seguito dell'avvio stentato, si registrano già i primi due cambi di guida tecnica, con Verona e Cagliari che sostituiscono rispettivamente Di Francesco e Semplici con Tudor e Mazzarri. La striscia di successi consecutivi dei partenopei si ferma alla 9ª giornata, quando pareggiano in trasferta contro la Roma e vengono agganciati dal Milan, sempre vittorioso nell'inizio di stagione, eccetto che nello scontro diretto con la Juventus alla 4ª giornata. I bianconeri risalgono la classifica infilando quattro vittorie consecutive e nel 9º turno impongono il pari casalingo all'Inter, che conserva la terza posizione solitaria, ma — complice qualche passo falso come la sconfitta esterna contro la Lazio — si distacca di sette punti dalla coppia in vetta. Ad occupare la quarta posizione è la Roma di Mourinho, seguita da un trio di squadre composto dall'Atalanta, dalla sopracitata Juventus e dalla Fiorentina di Italiano, una delle rivelazioni dell'inizio di campionato. Altalenante invece la Lazio di Sarri, capace di battere i rivali cittadini nel derby della 6ª giornata e l'Inter, ma anche di rimediare pesanti sconfitte in trasferta contro le provinciali. Nella parte bassa della classifica, appaiono in difficoltà le squadre liguri ed il Cagliari, oltre alle neopromosse Venezia e Salernitana: quest'ultima chiude la graduatoria ed è la terza squadra a cambiare guida tecnica, con Colantuono che sostituisce Castori.
Alla 14ª giornata il Napoli si riprende la vetta solitaria della classifica, battendo la Lazio e approfittando della sconfitta interna del Milan contro il Sassuolo. I rossoneri — alla seconda sconfitta consecutiva dopo quella contro la Fiorentina — devono nel frattempo fare i conti con la rimonta dell'Inter, che riduce la distanza dai rivali a un solo punto: i nerazzurri escono imbattuti dagli scontri diretti con le prime due, impattando al 12º turno contro il Milan e battendo i partenopei in quello successivo, programmato al ritorno dalla sosta di novembre. In quarta posizione sale l'Atalanta, che alla 14ª giornata torna al successo in casa della Juventus dopo trentadue anni ed evidenzia le difficoltà dei bianconeri nell'inizio di stagione. Alle spalle delle squadre in lotta per i piazzamenti europei, è da segnalare l'ottimo rendimento sia del Bologna che del neopromosso Empoli, mentre il Verona beneficia del cambio di guida tecnica e si tira fuori dalla zona bassa della classifica. Sul fondo della graduatoria, il Genoa esonera Ballardini e si affida a Ševčenko. Alla 16ª giornata i partenopei escono sconfitti dallo scontro casalingo con l'Atalanta e vengono scavalcati dalle due squadre meneghine, entrambe vincenti. Il primato solitario del Milan, tuttavia, dura poco: già nel turno successivo i rossoneri vengono fermati in trasferta dall'Udinese — alla prima partita dopo l'avvicendamento in panchina tra Gotti e Cioffi — e si vedono superati dall'Inter, che batte nettamente il Cagliari e ne aggrava la situazione in classifica. La lotta per i piazzamenti europei vede emergere la candidatura della Fiorentina, sorretta dalla vena prolifica del giovane centravanti Vlahović. Nella parte bassa della classifica, la Sampdoria supera il Genoa nel derby della 17ª giornata e si risolleva, al contrario dei rivali cittadini che restano ancorati alla zona retrocessione. L'anno solare si chiude con l'Inter che allunga a sette la sua striscia di vittorie consecutive in campionato e si laurea campione d'inverno a dodici anni di distanza dalla volta precedente. Alle spalle dei nerazzurri, a quattro lunghezze di distanza, c'è il Milan, che pure esce sconfitto dallo scontro diretto con il Napoli alla 18ª giornata. Il girone d'andata termina con gli azzurri e l'Atalanta ad occupare i restanti posti Champions e un gruppo di squadre, formato dalla Juventus, dalla Fiorentina e dalle due romane, all'inseguimento di partenopei e bergamaschi. In fondo alla graduatoria, lo Spezia batte a sorpresa il Napoli nel 19º turno e allunga rispetto alla zona retrocessione, dove stazionano Genoa, Cagliari e Salernitana, quest'ultima condizionata anche da vicende societarie.

#### Girone di ritorno

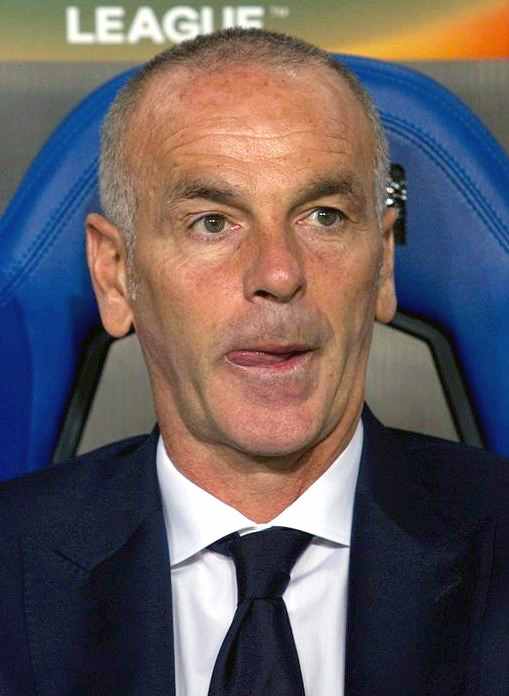
Stefano Pioli, alla terza stagione al, riporta i rossoneri alla vittoria del campionato, a undici anni dalla precedente affermazione.

Il girone di ritorno si apre con il Milan che, complice la mancata disputa di Bologna-Inter, assottiglia la distanza dal vertice, battendo la Roma nell'incrocio casalingo della 20ª giornata. Nelle tre giornate successive i nerazzurri colgono due vittorie e un pareggio contro l'Atalanta — interrompendo la propria striscia di successi consecutivi a otto gare — e allungano nuovamente in testa alla classifica: il Milan, infatti, cade inaspettatamente in casa contro il pericolante Spezia alla 22ª giornata e non va oltre un pareggio casalingo con la Juventus nel turno seguente. I rossoneri si vedono agganciati nello stesso turno dal Napoli, che infila tre successi consecutivi dopo il pareggio contro la Juventus alla 20ª giornata; proprio i bianconeri — forti di una ritrovata continuità di risultati — accorciano la distanza dall'Atalanta a un solo punto, approfittando anche della mancata disputa di Atalanta-Torino al 20º turno. Nella parte bassa della classifica, il Genoa cambia nuovamente guida tecnica, affidandosi a Blessin dopo l'esonero del subentrato Ševčenko e il breve interregno di Konko; anche i rivali cittadini della Sampdoria, ritrovatisi coinvolti nella lotta per non retrocedere, optano per un cambio in panchina, congedando D'Aversa e richiamando Giampaolo. Alla 24ª giornata il Milan batte l'Inter in rimonta nello scontro diretto e accorcia le distanze dai nerazzurri, che si vedono avvicinati anche dal Napoli. Nel turno successivo sono proprio gli azzurri ad imporre il pareggio all'Inter, che viene scavalcata al vertice della classifica dal Milan, capace di imporsi sulla Sampdoria; nella stessa giornata la Juventus pareggia in casa dell'Atalanta, conservando la quarta posizione guadagnata nel 24º turno. I passi falsi delle squadre milanesi nelle due giornate successive consentono al Napoli (vittorioso in casa della Lazio) di agganciare i rossoneri in testa alla classifica; ad imporsi nello scontro diretto del 28º turno è il Milan, che si riprende la vetta solitaria, mentre gli azzurri vengono scavalcati anche dall'Inter. La lotta per la zona Champions vede la Juventus distanziare di sei lunghezze l'Atalanta, sconfitta dalla Roma nella 28ª giornata. Nella parte bassa della graduatoria, il Cagliari — forte di un buon rendimento dall'arrivo in panchina di Mazzarri — esce dalla zona retrocessione, dove invece precipita il Venezia e stazionano Genoa e Salernitana, che cambia ancora guida tecnica, affidandola a Nicola.

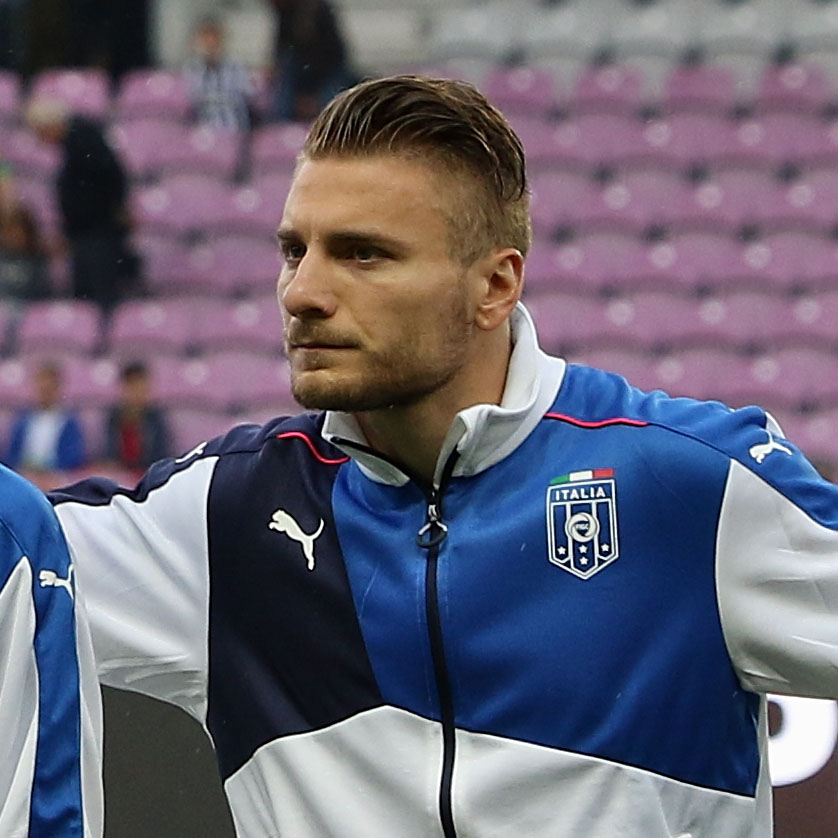
Ciro Immobile centra, con 27 reti, il quarto successo personale nella classifica marcatori.

Alla 31ª giornata il Milan, che nel frattempo aveva allungato sull'Inter — incappata in due pareggi consecutivi —, viene bloccato in casa dal Bologna e si vede avvicinato dal Napoli e dalla stessa Inter, che colgono due importanti vittorie esterne, rispettivamente contro Atalanta e Juventus. I bianconeri, che non perdevano in casa coi meneghini da dieci anni, accantonano le residue velleità tricolori, dovendo invece fare i conti con l'ascesa della Roma ai confini della zona Champions. Il successo sul campo della Juventus rilancia l'Inter, che infila una striscia di tre vittorie consecutive e si porta a due punti di distanza dal Milan capolista; al contrario il Napoli cade due volte in tre giornate, con la Fiorentina e con l'Empoli in rimonta, uscendo di fatto dalla lotta per il titolo e sancendo un duello tutto meneghino per la conquista dello stesso. Nella parte bassa della classifica si accende la lotta per non retrocedere: la Salernitana, rinvigorita dall'arrivo in panchina di Nicola, centra tre vittorie consecutive, compreso il recupero della 19ª giornata con l'Udinese, e avvicina il quartultimo posto del Cagliari. La Sampdoria, al contrario, non sembra giovarsi del cambio di guida tecnica e si avvicina pericolosamente alla zona retrocessione, dove restano il Genoa e il Venezia, che cambia allenatore, sostituendo Zanetti con Soncin.
La possibilità di sorpasso da parte dell'Inter ai danni dei rossoneri è frustrata dalla sconfitta contro il Bologna nel recupero della 20ª giornata. Alla 35ª giornata arrivano i verdetti definitivi per la zona Champions, con le due squadre meneghine, il Napoli e la Juventus che ottengono la qualificazione alla massima competizione europea con tre giornate d'anticipo. Nel recupero della 20ª giornata la Salernitana batte il Venezia e compie uno scatto decisivo verso la salvezza, sopravanzando il Cagliari, che nel frattempo sostituisce Mazzarri con Agostini. Se in testa le due squadre meneghine continuano a vincere, alla 37ª giornata arrivano anche i primi verdetti in zona retrocessione, con Venezia e Genoa che retrocedono matematicamente. All'ultima giornata il Milan batte il Sassuolo, vanificando il contemporaneo successo dell'Inter contro la Sampdoria e laureandosi campione per la diciannovesima volta nella sua storia, a distanza di undici anni dall'ultimo trionfo. Ad accedere alla fase a gironi di Europa League sono le due squadre romane, con la Lazio che può festeggiare il quarto successo personale nella classifica marcatori del suo bomber Immobile, mentre la Fiorentina deve accontentarsi della qualificazione in Europa Conference League. A guadagnarsi l'ultimo posto valido per la permanenza in massima serie è la Salernitana, che condanna il Cagliari alla retrocessione.

## Squadre partecipanti
| Club        | Stagione | Città         | Stadio                                              | Stagione precedente                           |
| ----------- | -------- | ------------- | --------------------------------------------------- | --------------------------------------------- |
| Atalanta    | dettagli | Bergamo       | Gewiss Stadium                                      | 3º posto in Serie A                           |
| Bologna     | dettagli | Bologna       | Stadio Renato Dall'Ara                              | 12º posto in Serie A                          |
| Cagliari    | dettagli | Cagliari      | Unipol Domus                                        | 16º posto in Serie A                          |
| Empoli      | dettagli | Empoli (FI)   | Stadio Carlo Castellani                             | 1º posto in Serie B, promosso                 |
| Fiorentina  | dettagli | Firenze       | Stadio Artemio Franchi                              | 13º posto in Serie A                          |
| Genoa       | dettagli | Genova        | Stadio Luigi Ferraris                               | 11º posto in Serie A                          |
| Inter       | dettagli | Milano        | Stadio Giuseppe Meazza                              | 1º posto in Serie A                           |
| Juventus    | dettagli | Torino        | Juventus Stadium                                    | 4º posto in Serie A                           |
| Lazio       | dettagli | Roma          | Stadio Olimpico                                     | 6º posto in Serie A                           |
| Milan       | dettagli | Milano        | Stadio Giuseppe Meazza                              | 2º posto in Serie A                           |
| Napoli      | dettagli | Napoli        | Stadio Diego Armando Maradona                       | 5º posto in Serie A                           |
| Roma        | dettagli | Roma          | Stadio Olimpico                                     | 7º posto in Serie A                           |
| Salernitana | dettagli | Salerno       | Stadio Arechi                                       | 2º posto in Serie B, promossa                 |
| Sampdoria   | dettagli | Genova        | Stadio Luigi Ferraris                               | 9º posto in Serie A                           |
| Sassuolo    | dettagli | Sassuolo (MO) | Mapei Stadium – Città del Tricolore (Reggio Emilia) | 8º posto in Serie A                           |
| Spezia      | dettagli | La Spezia     | Stadio Alberto Picco                                | 15º posto in Serie A                          |
| Torino      | dettagli | Torino        | Stadio Olimpico Grande Torino                       | 17º posto in Serie A                          |
| Udinese     | dettagli | Udine         | Stadio Friuli                                       | 14º posto in Serie A                          |
| Venezia     | dettagli | Venezia       | Stadio Pier Luigi Penzo                             | 5º posto in Serie B, promosso dopo i play-off |
| Verona      | dettagli | Verona        | Stadio Marcantonio Bentegodi                        | 10º posto in Serie A                          |

## Allenatori e primatisti
| Squadra     | Allenatore | Giocatore più presente (tra parentesi il numero delle presenze) | Capocannoniere (tra parentesi il numero dei gol segnati) |
| ----------- | --- | --------------------------------------------------------------- | -------------------------------------------------------- |
| Atalanta    | Gian Piero Gasperini | Mario Pašalić (37)                                              | Mario Pašalić (13)                                       |
| Bologna     | Siniša Mihajlović | Aaron Hickey, Łukasz Skorupski, Mattias Svanberg (36)           | Marko Arnautović (14)                                    |
| Cagliari    | Leonardo Semplici (1ª-3ª) Walter Mazzarri (4ª-35ª) Alessandro Agostini (36ª-38ª)                                                  | João Pedro (37)                                                 | João Pedro (13)                                          |
| Empoli      | Aurelio Andreazzoli | Liam Henderson, Guglielmo Vicario (38)                          | Andrea Pinamonti (13)                                    |
| Fiorentina  | Vincenzo Italiano | Cristiano Biraghi (37)                                          | Dušan Vlahović (17)                                      |
| Genoa       | Davide Ballardini (1ª-12ª) Andrij Ševčenko (13ª-21ª) Abdoulay Konko (22ª) Alexander Blessin (23ª-38ª)                             | Salvatore Sirigu (37)                                           | Mattia Destro (9)                                        |
| Inter       | Simone Inzaghi | Samir Handanovič (37)                                           | Lautaro Martínez (21)                                    |
| Juventus    | Massimiliano Allegri | Álvaro Morata (35)                                              | Paulo Dybala (10)                                        |
| Lazio       | Maurizio Sarri | Felipe Anderson (38)                                            | Ciro Immobile (27)                                       |
| Milan       | Stefano Pioli | Alexis Saelemaekers, Sandro Tonali (36)                         | Olivier Giroud, Rafael Leão (11)                         |
| Napoli      | Luciano Spalletti | Eljif Elmas (37)                                                | Victor Osimhen (14)                                      |
| Roma        | José Mourinho | Rui Patrício (38)                                               | Tammy Abraham (17)                                       |
| Salernitana | Fabrizio Castori (1ª-8ª) Stefano Colantuono (9ª-18ª) Davide Nicola (19ª-20ª) Stefano Colantuono (21ª-25ª) Davide Nicola (26ª-38ª) | Milan Đurić (33)                                                | Federico Bonazzoli (10)                                  |
| Sampdoria   | Roberto D'Aversa (1ª-22ª) Marco Giampaolo (23ª-38ª)                                                                               | Tommaso Augello, Antonio Candreva, Francesco Caputo (36)        | Francesco Caputo (11)                                    |
| Sassuolo    | Alessio Dionisi | Grégoire Defrel (38)                                            | Gianluca Scamacca (16)                                   |
| Spezia      | Thiago Motta | Emmanuel Gyasi, Dīmītrīs Nikolaou (36)                          | Daniele Verde (8)                                        |
| Torino      | Ivan Jurić | Saša Lukić, Wilfried Singo (35)                                 | Andrea Belotti (8)                                       |
| Udinese     | Luca Gotti (1ª-16ª) Gabriele Cioffi (17ª-38ª)                                                                                     | Walace (36)                                                     | Gerard Deulofeu (13)                                     |
| Venezia     | Paolo Zanetti (1ª-19ª) Andrea Soncin (20ª) Paolo Zanetti (21ª-34ª) Andrea Soncin (35ª-38ª)                                        | Pietro Ceccaroni (35)                                           | Thomas Henry (9)                                         |
| Verona      | Eusebio Di Francesco (1ª-3ª) Igor Tudor (4ª-38ª)                                                                                  | Adrien Tameze (38)                                              | Giovanni Simeone (17)                                    |

## Classifica finale
|         | Pos. | Squadra     | Pt | G  | V  | N  | P  | GF | GS | DR  |
| ------- | ---- | ----------- | -- | -- | -- | -- | -- | -- | -- | --- |
|         | 1.   | Milan       | 86 | 38 | 26 | 8  | 4  | 69 | 31 | +38 |
|         | 2.   | Inter       | 84 | 38 | 25 | 9  | 4  | 84 | 32 | +52 |
|         | 3.   | Napoli      | 79 | 38 | 24 | 7  | 7  | 74 | 31 | +43 |
|         | 4.   | Juventus    | 70 | 38 | 20 | 10 | 8  | 57 | 37 | +20 |
|         | 5.   | Lazio       | 64 | 38 | 18 | 10 | 10 | 77 | 58 | +19 |
|         | 6.   | Roma        | 63 | 38 | 18 | 9  | 11 | 59 | 43 | +16 |
| [ 180 ] | 7.   | Fiorentina  | 62 | 38 | 19 | 5  | 14 | 59 | 51 | +8  |
|         | 8.   | Atalanta    | 59 | 38 | 16 | 11 | 11 | 65 | 48 | +17 |
|         | 9.   | Verona      | 53 | 38 | 14 | 11 | 13 | 65 | 59 | +6  |
|         | 10.  | Torino      | 50 | 38 | 13 | 11 | 14 | 46 | 41 | +5  |
|         | 11.  | Sassuolo    | 50 | 38 | 13 | 11 | 14 | 64 | 66 | -2  |
|         | 12.  | Udinese     | 47 | 38 | 11 | 14 | 13 | 61 | 58 | +3  |
|         | 13.  | Bologna     | 46 | 38 | 12 | 10 | 16 | 44 | 55 | -11 |
|         | 14.  | Empoli      | 41 | 38 | 10 | 11 | 17 | 50 | 70 | -20 |
|         | 15.  | Sampdoria   | 36 | 38 | 10 | 6  | 22 | 46 | 63 | -17 |
|         | 16.  | Spezia      | 36 | 38 | 10 | 6  | 22 | 41 | 71 | -30 |
|         | 17.  | Salernitana | 31 | 38 | 7  | 10 | 21 | 33 | 78 | -45 |
|         | 18.  | Cagliari    | 30 | 38 | 6  | 12 | 20 | 34 | 68 | -34 |
|         | 19.  | Genoa       | 28 | 38 | 4  | 16 | 18 | 27 | 60 | -33 |
|         | 20.  | Venezia     | 27 | 38 | 6  | 9  | 23 | 34 | 69 | -35 |

Legenda:
      Campione d'Italia e ammessa alla fase a gironi della UEFA Champions League 2022-2023.
      Ammesse alla fase a gironi della UEFA Champions League 2022-2023.
      Ammesse alla fase a gironi della UEFA Europa League 2022-2023.
      Ammessa agli spareggi della UEFA Europa Conference League 2022-2023.
      Retrocesse in Serie B 2022-2023.
Regolamento:
Tre punti per la vittoria, uno per il pareggio, zero per la sconfitta.
In caso di arrivo di due o più squadre a pari punti, la graduatoria finale verrà stilata secondo la classifica avulsa tra le squadre interessate che prevede, in ordine, i seguenti criteri:
- Punti negli scontri diretti
- Differenza reti negli scontri diretti
- Differenza reti generale
- Reti realizzate in generale
- Sorteggio

### Squadra campione
| Formazione tipo (4-2-3-1) | Giocatori (presenze)     |
| --- | ------------------------ |
| Maignan Calabria Kalulu Tomori Hernández Tonali Kessié Díaz Saelemaekers Giroud Leão | Mike Maignan (32)        |
| Maignan Calabria Kalulu Tomori Hernández Tonali Kessié Díaz Saelemaekers Giroud Leão | Davide Calabria (26)     |
| Maignan Calabria Kalulu Tomori Hernández Tonali Kessié Díaz Saelemaekers Giroud Leão | Pierre Kalulu (28)       |
| Maignan Calabria Kalulu Tomori Hernández Tonali Kessié Díaz Saelemaekers Giroud Leão | Fikayo Tomori (31)       |
| Maignan Calabria Kalulu Tomori Hernández Tonali Kessié Díaz Saelemaekers Giroud Leão | Theo Hernández (32)      |
| Maignan Calabria Kalulu Tomori Hernández Tonali Kessié Díaz Saelemaekers Giroud Leão | Sandro Tonali (36)       |
| Maignan Calabria Kalulu Tomori Hernández Tonali Kessié Díaz Saelemaekers Giroud Leão | Brahim Díaz (31)         |
| Maignan Calabria Kalulu Tomori Hernández Tonali Kessié Díaz Saelemaekers Giroud Leão | Alexis Saelemaekers (36) |
| Maignan Calabria Kalulu Tomori Hernández Tonali Kessié Díaz Saelemaekers Giroud Leão | Franck Kessié (31)       |
| Maignan Calabria Kalulu Tomori Hernández Tonali Kessié Díaz Saelemaekers Giroud Leão | Rafael Leão (34)         |
| Maignan Calabria Kalulu Tomori Hernández Tonali Kessié Díaz Saelemaekers Giroud Leão | Olivier Giroud (29)      |
| Altri giocatori: Ismaël Bennacer (31), Rade Krunić (28), Junior Messias (26), Alessandro Florenzi (24), Ante Rebić (24), Zlatan Ibrahimović (23), Alessio Romagnoli (19), Tiémoué Bakayoko (14), Simon Kjær (11), Fodé Ballo-Touré (10), Matteo Gabbia (8), Daniel Maldini (8), Pietro Pellegri (6), Ciprian Tătărușanu (6), Samu Castillejo (5), Andrea Conti (1), Luca Stanga (1). |                          |

## Risultati

### Tabellone
Ogni riga indica i risultati casalinghi della squadra segnata a inizio della riga, contro le squadre segnate colonna per colonna (che invece avranno giocato l'incontro in trasferta). Al contrario, leggendo la colonna di una squadra si avranno i risultati ottenuti dalla stessa in trasferta, contro le squadre segnate in ogni riga, che invece avranno giocato l'incontro in casa.
|             | ATA  | BOL  | CAG  | EMP  | FIO  | GEN  | INT  | JUV  | LAZ  | MIL  | NAP  | ROM  | SAL  | SAM  | SAS  | SPE  | TOR  | UDI  | VEN  | VER  |
| ----------- | ---- | ---- | ---- | ---- | ---- | ---- | ---- | ---- | ---- | ---- | ---- | ---- | ---- | ---- | ---- | ---- | ---- | ---- | ---- | ---- |
| Atalanta    | –––– | 0-0  | 1-2  | 0-1  | 1-2  | 0-0  | 0-0  | 1-1  | 2-2  | 2-3  | 1-3  | 1-4  | 1-1  | 4-0  | 2-1  | 5-2  | 4-4  | 1-1  | 4-0  | 1-2  |
| Bologna     | 0-1  | –––– | 2-0  | 0-0  | 2-3  | 2-2  | 2-1  | 0-2  | 3-0  | 2-4  | 0-2  | 1-0  | 3-2  | 2-0  | 1-3  | 2-1  | 0-0  | 2-2  | 0-1  | 1-0  |
| Cagliari    | 1-2  | 2-1  | –––– | 0-2  | 1-1  | 2-3  | 1-3  | 1-2  | 0-3  | 0-1  | 1-1  | 1-2  | 1-1  | 3-1  | 1-0  | 2-2  | 1-1  | 0-4  | 1-1  | 1-2  |
| Empoli      | 1-4  | 4-2  | 1-1  | –––– | 2-1  | 2-2  | 0-2  | 2-3  | 1-3  | 2-4  | 3-2  | 2-4  | 1-1  | 0-3  | 1-5  | 0-0  | 1-3  | 3-1  | 1-2  | 1-1  |
| Fiorentina  | 1-0  | 1-0  | 3-0  | 1-0  | –––– | 6-0  | 1-3  | 2-0  | 0-3  | 4-3  | 1-2  | 2-0  | 4-0  | 3-1  | 2-2  | 3-0  | 2-1  | 0-4  | 1-0  | 1-1  |
| Genoa       | 0-0  | 0-1  | 1-0  | 0-0  | 1-2  | –––– | 0-0  | 2-1  | 1-4  | 0-3  | 1-2  | 0-2  | 1-1  | 1-3  | 2-2  | 0-1  | 1-0  | 0-0  | 0-0  | 3-3  |
| Inter       | 2-2  | 6-1  | 4-0  | 4-2  | 1-1  | 4-0  | –––– | 1-1  | 2-1  | 1-2  | 3-2  | 3-1  | 5-0  | 3-0  | 0-2  | 2-0  | 1-0  | 2-0  | 2-1  | 2-0  |
| Juventus    | 0-1  | 1-1  | 2-0  | 0-1  | 1-0  | 2-0  | 0-1  | –––– | 2-2  | 1-1  | 1-1  | 1-0  | 2-0  | 3-2  | 1-2  | 1-0  | 1-1  | 2-0  | 2-1  | 2-0  |
| Lazio       | 0-0  | 3-0  | 2-2  | 3-3  | 1-0  | 3-1  | 3-1  | 0-2  | –––– | 1-2  | 1-2  | 3-2  | 3-0  | 2-0  | 2-1  | 6-1  | 1-1  | 4-4  | 1-0  | 3-3  |
| Milan       | 2-0  | 0-0  | 4-1  | 1-0  | 1-0  | 2-0  | 1-1  | 0-0  | 2-0  | –––– | 0-1  | 3-1  | 2-0  | 1-0  | 1-3  | 1-2  | 1-0  | 1-1  | 2-0  | 3-2  |
| Napoli      | 2-3  | 3-0  | 2-0  | 0-1  | 2-3  | 3-0  | 1-1  | 2-1  | 4-0  | 0-1  | –––– | 1-1  | 4-1  | 1-0  | 6-1  | 0-1  | 1-0  | 2-1  | 2-0  | 1-1  |
| Roma        | 1-0  | 0-0  | 1-0  | 2-0  | 3-1  | 0-0  | 0-3  | 3-4  | 3-0  | 1-2  | 0-0  | –––– | 2-1  | 1-1  | 2-1  | 2-0  | 1-0  | 1-0  | 1-1  | 2-2  |
| Salernitana | 0-1  | 1-1  | 1-1  | 2-4  | 2-1  | 1-0  | 0-5  | 0-2  | 0-3  | 2-2  | 0-1  | 0-4  | –––– | 0-2  | 2-2  | 2-2  | 0-1  | 0-4  | 2-1  | 2-2  |
| Sampdoria   | 1-3  | 1-2  | 1-2  | 2-0  | 4-1  | 1-0  | 2-2  | 1-3  | 1-3  | 0-1  | 0-4  | 0-1  | 1-2  | –––– | 4-0  | 2-1  | 1-2  | 3-3  | 1-1  | 3-1  |
| Sassuolo    | 2-1  | 0-3  | 2-2  | 1-2  | 2-1  | 1-1  | 1-2  | 1-2  | 2-1  | 0-3  | 2-2  | 2-2  | 1-0  | 0-0  | –––– | 4-1  | 0-1  | 1-1  | 3-1  | 2-4  |
| Spezia      | 1-3  | 0-1  | 2-0  | 1-1  | 1-2  | 1-1  | 1-3  | 2-3  | 3-4  | 1-2  | 0-3  | 0-1  | 2-1  | 1-0  | 2-2  | –––– | 1-0  | 0-1  | 1-0  | 1-2  |
| Torino      | 1-2  | 2-1  | 1-2  | 2-2  | 4-0  | 3-2  | 1-1  | 0-1  | 1-1  | 0-0  | 0-1  | 0-3  | 4-0  | 3-0  | 1-1  | 2-1  | –––– | 2-1  | 1-2  | 1-0  |
| Udinese     | 2-6  | 1-1  | 5-1  | 4-1  | 0-1  | 0-0  | 1-2  | 2-2  | 1-1  | 1-1  | 0-4  | 1-1  | 0-1  | 2-1  | 3-2  | 2-3  | 2-0  | –––– | 3-0  | 1-1  |
| Venezia     | 1-3  | 4-3  | 0-0  | 1-1  | 1-0  | 1-1  | 0-2  | 1-1  | 1-3  | 0-3  | 0-2  | 3-2  | 1-2  | 0-2  | 1-4  | 1-2  | 1-1  | 1-2  | –––– | 3-4  |
| Verona      | 1-2  | 2-1  | 0-0  | 2-1  | 1-1  | 1-0  | 1-3  | 2-1  | 4-1  | 1-3  | 1-2  | 3-2  | 1-2  | 1-1  | 2-3  | 4-0  | 0-1  | 4-0  | 3-1  | –––– |

### Calendario
Il calendario è stato sorteggiato il 14 luglio 2021 a Milano nella sede della Lega Serie A.

#### Girone di andata
|         | 1ª giornata         |     |
|         |                     |     |
| 22 ago. | Bologna-Salernitana | 3-2 |
| 23 ago. | Cagliari-Spezia     | 2-2 |
| 21 ago. | Empoli-Lazio        | 1-3 |
| 21 ago. | Inter-Genoa         | 4-0 |
| 22 ago. | Napoli-Venezia      | 2-0 |
| 22 ago. | Roma-Fiorentina     | 3-1 |
| 23 ago. | Sampdoria-Milan     | 0-1 |
| 21 ago. | Torino-Atalanta     | 1-2 |
| 22 ago. | Udinese-Juventus    | 2-2 |
| 21 ago. | Verona-Sassuolo     | 2-3 |

|         | 2ª giornata        |     |
|         |                    |     |
| 28 ago. | Atalanta-Bologna   | 0-0 |
| 28 ago. | Fiorentina-Torino  | 2-1 |
| 29 ago. | Genoa-Napoli       | 1-2 |
| 28 ago. | Juventus-Empoli    | 0-1 |
| 28 ago. | Lazio-Spezia       | 6-1 |
| 29 ago. | Milan-Cagliari     | 4-1 |
| 29 ago. | Salernitana-Roma   | 0-4 |
| 29 ago. | Sassuolo-Sampdoria | 0-0 |
| 27 ago. | Udinese-Venezia    | 3-0 |
| 27 ago. | Verona-Inter       | 1-3 |

|         | 1ª giornata         |     |
|         |                     |     |
| 22 ago. | Bologna-Salernitana | 3-2 |
| 23 ago. | Cagliari-Spezia     | 2-2 |
| 21 ago. | Empoli-Lazio        | 1-3 |
| 21 ago. | Inter-Genoa         | 4-0 |
| 22 ago. | Napoli-Venezia      | 2-0 |
| 22 ago. | Roma-Fiorentina     | 3-1 |
| 23 ago. | Sampdoria-Milan     | 0-1 |
| 21 ago. | Torino-Atalanta     | 1-2 |
| 22 ago. | Udinese-Juventus    | 2-2 |
| 21 ago. | Verona-Sassuolo     | 2-3 |

|         | 2ª giornata        |     |
|         |                    |     |
| 28 ago. | Atalanta-Bologna   | 0-0 |
| 28 ago. | Fiorentina-Torino  | 2-1 |
| 29 ago. | Genoa-Napoli       | 1-2 |
| 28 ago. | Juventus-Empoli    | 0-1 |
| 28 ago. | Lazio-Spezia       | 6-1 |
| 29 ago. | Milan-Cagliari     | 4-1 |
| 29 ago. | Salernitana-Roma   | 0-4 |
| 29 ago. | Sassuolo-Sampdoria | 0-0 |
| 27 ago. | Udinese-Venezia    | 3-0 |
| 27 ago. | Verona-Inter       | 1-3 |

|         | 3ª giornata         |     |
|         |                     |     |
| 11 set. | Atalanta-Fiorentina | 1-2 |
| 13 set. | Bologna-Verona      | 1-0 |
| 12 set. | Cagliari-Genoa      | 2-3 |
| 11 set. | Empoli-Venezia      | 1-2 |
| 12 set. | Milan-Lazio         | 2-0 |
| 11 set. | Napoli-Juventus     | 2-1 |
| 12 set. | Roma-Sassuolo       | 2-1 |
| 12 set. | Sampdoria-Inter     | 2-2 |
| 12 set. | Spezia-Udinese      | 0-1 |
| 12 set. | Torino-Salernitana  | 4-0 |

|         | 4ª giornata          |     |
|         |                      |     |
| 19 set. | Empoli-Sampdoria     | 0-3 |
| 18 set. | Genoa-Fiorentina     | 1-2 |
| 18 set. | Inter-Bologna        | 6-1 |
| 19 set. | Juventus-Milan       | 1-1 |
| 19 set. | Lazio-Cagliari       | 2-2 |
| 18 set. | Salernitana-Atalanta | 0-1 |
| 17 set. | Sassuolo-Torino      | 0-1 |
| 20 set. | Udinese-Napoli       | 0-4 |
| 19 set. | Venezia-Spezia       | 1-2 |
| 19 set. | Verona-Roma          | 3-2 |

|         | 3ª giornata         |     |
|         |                     |     |
| 11 set. | Atalanta-Fiorentina | 1-2 |
| 13 set. | Bologna-Verona      | 1-0 |
| 12 set. | Cagliari-Genoa      | 2-3 |
| 11 set. | Empoli-Venezia      | 1-2 |
| 12 set. | Milan-Lazio         | 2-0 |
| 11 set. | Napoli-Juventus     | 2-1 |
| 12 set. | Roma-Sassuolo       | 2-1 |
| 12 set. | Sampdoria-Inter     | 2-2 |
| 12 set. | Spezia-Udinese      | 0-1 |
| 12 set. | Torino-Salernitana  | 4-0 |

|         | 4ª giornata          |     |
|         |                      |     |
| 19 set. | Empoli-Sampdoria     | 0-3 |
| 18 set. | Genoa-Fiorentina     | 1-2 |
| 18 set. | Inter-Bologna        | 6-1 |
| 19 set. | Juventus-Milan       | 1-1 |
| 19 set. | Lazio-Cagliari       | 2-2 |
| 18 set. | Salernitana-Atalanta | 0-1 |
| 17 set. | Sassuolo-Torino      | 0-1 |
| 20 set. | Udinese-Napoli       | 0-4 |
| 19 set. | Venezia-Spezia       | 1-2 |
| 19 set. | Verona-Roma          | 3-2 |

|         | 5ª giornata        |     |
|         |                    |     |
| 21 set. | Atalanta-Sassuolo  | 2-1 |
| 21 set. | Bologna-Genoa      | 2-2 |
| 22 set. | Cagliari-Empoli    | 0-2 |
| 21 set. | Fiorentina-Inter   | 1-3 |
| 22 set. | Milan-Venezia      | 2-0 |
| 23 set. | Roma-Udinese       | 1-0 |
| 22 set. | Salernitana-Verona | 2-2 |
| 23 set. | Sampdoria-Napoli   | 0-4 |
| 22 set. | Spezia-Juventus    | 2-3 |
| 23 set. | Torino-Lazio       | 1-1 |

|         | 6ª giornata          |     |
|         |                      |     |
| 26 set. | Empoli-Bologna       | 4-2 |
| 25 set. | Genoa-Verona         | 3-3 |
| 25 set. | Inter-Atalanta       | 2-2 |
| 26 set. | Juventus-Sampdoria   | 3-2 |
| 26 set. | Lazio-Roma           | 3-2 |
| 26 set. | Napoli-Cagliari      | 2-0 |
| 26 set. | Sassuolo-Salernitana | 1-0 |
| 25 set. | Spezia-Milan         | 1-2 |
| 26 set. | Udinese-Fiorentina   | 0-1 |
| 27 set. | Venezia-Torino       | 1-1 |

|         | 5ª giornata        |     |
|         |                    |     |
| 21 set. | Atalanta-Sassuolo  | 2-1 |
| 21 set. | Bologna-Genoa      | 2-2 |
| 22 set. | Cagliari-Empoli    | 0-2 |
| 21 set. | Fiorentina-Inter   | 1-3 |
| 22 set. | Milan-Venezia      | 2-0 |
| 23 set. | Roma-Udinese       | 1-0 |
| 22 set. | Salernitana-Verona | 2-2 |
| 23 set. | Sampdoria-Napoli   | 0-4 |
| 22 set. | Spezia-Juventus    | 2-3 |
| 23 set. | Torino-Lazio       | 1-1 |

|         | 6ª giornata          |     |
|         |                      |     |
| 26 set. | Empoli-Bologna       | 4-2 |
| 25 set. | Genoa-Verona         | 3-3 |
| 25 set. | Inter-Atalanta       | 2-2 |
| 26 set. | Juventus-Sampdoria   | 3-2 |
| 26 set. | Lazio-Roma           | 3-2 |
| 26 set. | Napoli-Cagliari      | 2-0 |
| 26 set. | Sassuolo-Salernitana | 1-0 |
| 25 set. | Spezia-Milan         | 1-2 |
| 26 set. | Udinese-Fiorentina   | 0-1 |
| 27 set. | Venezia-Torino       | 1-1 |

|         | 7ª giornata       |     |
|         |                   |     |
| 3 ott.  | Atalanta-Milan    | 2-3 |
| 3 ott.  | Bologna-Lazio     | 3-0 |
| 1º ott. | Cagliari-Venezia  | 1-1 |
| 3 ott.  | Fiorentina-Napoli | 1-2 |
| 3 ott.  | Roma-Empoli       | 2-0 |
| 2 ott.  | Salernitana-Genoa | 1-0 |
| 3 ott.  | Sampdoria-Udinese | 3-3 |
| 2 ott.  | Sassuolo-Inter    | 1-2 |
| 2 ott.  | Torino-Juventus   | 0-1 |
| 3 ott.  | Verona-Spezia     | 4-0 |

|         | 8ª giornata        |     |
|         |                    |     |
| 17 ott. | Cagliari-Sampdoria | 3-1 |
| 17 ott. | Empoli-Atalanta    | 1-4 |
| 17 ott. | Genoa-Sassuolo     | 2-2 |
| 17 ott. | Juventus-Roma      | 1-0 |
| 16 ott. | Lazio-Inter        | 3-1 |
| 16 ott. | Milan-Verona       | 3-2 |
| 17 ott. | Napoli-Torino      | 1-0 |
| 16 ott. | Spezia-Salernitana | 2-1 |
| 17 ott. | Udinese-Bologna    | 1-1 |
| 18 ott. | Venezia-Fiorentina | 1-0 |

|         | 7ª giornata       |     |
|         |                   |     |
| 3 ott.  | Atalanta-Milan    | 2-3 |
| 3 ott.  | Bologna-Lazio     | 3-0 |
| 1º ott. | Cagliari-Venezia  | 1-1 |
| 3 ott.  | Fiorentina-Napoli | 1-2 |
| 3 ott.  | Roma-Empoli       | 2-0 |
| 2 ott.  | Salernitana-Genoa | 1-0 |
| 3 ott.  | Sampdoria-Udinese | 3-3 |
| 2 ott.  | Sassuolo-Inter    | 1-2 |
| 2 ott.  | Torino-Juventus   | 0-1 |
| 3 ott.  | Verona-Spezia     | 4-0 |

|         | 8ª giornata        |     |
|         |                    |     |
| 17 ott. | Cagliari-Sampdoria | 3-1 |
| 17 ott. | Empoli-Atalanta    | 1-4 |
| 17 ott. | Genoa-Sassuolo     | 2-2 |
| 17 ott. | Juventus-Roma      | 1-0 |
| 16 ott. | Lazio-Inter        | 3-1 |
| 16 ott. | Milan-Verona       | 3-2 |
| 17 ott. | Napoli-Torino      | 1-0 |
| 16 ott. | Spezia-Salernitana | 2-1 |
| 17 ott. | Udinese-Bologna    | 1-1 |
| 18 ott. | Venezia-Fiorentina | 1-0 |

|         | 9ª giornata         |     |
|         |                     |     |
| 24 ott. | Atalanta-Udinese    | 1-1 |
| 23 ott. | Bologna-Milan       | 2-4 |
| 24 ott. | Fiorentina-Cagliari | 3-0 |
| 24 ott. | Inter-Juventus      | 1-1 |
| 24 ott. | Roma-Napoli         | 0-0 |
| 23 ott. | Salernitana-Empoli  | 2-4 |
| 22 ott. | Sampdoria-Spezia    | 2-1 |
| 23 ott. | Sassuolo-Venezia    | 3-1 |
| 22 ott. | Torino-Genoa        | 3-2 |
| 24 ott. | Verona-Lazio        | 4-1 |

|         | 10ª giornata        |     |
|         |                     |     |
| 27 ott. | Cagliari-Roma       | 1-2 |
| 27 ott. | Empoli-Inter        | 0-2 |
| 27 ott. | Juventus-Sassuolo   | 1-2 |
| 27 ott. | Lazio-Fiorentina    | 1-0 |
| 26 ott. | Milan-Torino        | 1-0 |
| 28 ott. | Napoli-Bologna      | 3-0 |
| 27 ott. | Sampdoria-Atalanta  | 1-3 |
| 26 ott. | Spezia-Genoa        | 1-1 |
| 27 ott. | Udinese-Verona      | 1-1 |
| 26 ott. | Venezia-Salernitana | 1-2 |

|         | 9ª giornata         |     |
|         |                     |     |
| 24 ott. | Atalanta-Udinese    | 1-1 |
| 23 ott. | Bologna-Milan       | 2-4 |
| 24 ott. | Fiorentina-Cagliari | 3-0 |
| 24 ott. | Inter-Juventus      | 1-1 |
| 24 ott. | Roma-Napoli         | 0-0 |
| 23 ott. | Salernitana-Empoli  | 2-4 |
| 22 ott. | Sampdoria-Spezia    | 2-1 |
| 23 ott. | Sassuolo-Venezia    | 3-1 |
| 22 ott. | Torino-Genoa        | 3-2 |
| 24 ott. | Verona-Lazio        | 4-1 |

|         | 10ª giornata        |     |
|         |                     |     |
| 27 ott. | Cagliari-Roma       | 1-2 |
| 27 ott. | Empoli-Inter        | 0-2 |
| 27 ott. | Juventus-Sassuolo   | 1-2 |
| 27 ott. | Lazio-Fiorentina    | 1-0 |
| 26 ott. | Milan-Torino        | 1-0 |
| 28 ott. | Napoli-Bologna      | 3-0 |
| 27 ott. | Sampdoria-Atalanta  | 1-3 |
| 26 ott. | Spezia-Genoa        | 1-1 |
| 27 ott. | Udinese-Verona      | 1-1 |
| 26 ott. | Venezia-Salernitana | 1-2 |

|         | 11ª giornata       |     |
|         |                    |     |
| 30 ott. | Atalanta-Lazio     | 2-2 |
| 1º nov. | Bologna-Cagliari   | 2-0 |
| 31 ott. | Fiorentina-Spezia  | 3-0 |
| 31 ott. | Genoa-Venezia      | 0-0 |
| 31 ott. | Inter-Udinese      | 2-0 |
| 31 ott. | Roma-Milan         | 1-2 |
| 31 ott. | Salernitana-Napoli | 0-1 |
| 31 ott. | Sassuolo-Empoli    | 1-2 |
| 30 ott. | Torino-Sampdoria   | 3-0 |
| 30 ott. | Verona-Juventus    | 2-1 |

|        | 12ª giornata        |     |
|        |                     |     |
| 6 nov. | Cagliari-Atalanta   | 1-2 |
| 5 nov. | Empoli-Genoa        | 2-2 |
| 6 nov. | Juventus-Fiorentina | 1-0 |
| 7 nov. | Lazio-Salernitana   | 3-0 |
| 7 nov. | Milan-Inter         | 1-1 |
| 7 nov. | Napoli-Verona       | 1-1 |
| 7 nov. | Sampdoria-Bologna   | 1-2 |
| 6 nov. | Spezia-Torino       | 1-0 |
| 7 nov. | Udinese-Sassuolo    | 3-2 |
| 7 nov. | Venezia-Roma        | 3-2 |

|         | 11ª giornata       |     |
|         |                    |     |
| 30 ott. | Atalanta-Lazio     | 2-2 |
| 1º nov. | Bologna-Cagliari   | 2-0 |
| 31 ott. | Fiorentina-Spezia  | 3-0 |
| 31 ott. | Genoa-Venezia      | 0-0 |
| 31 ott. | Inter-Udinese      | 2-0 |
| 31 ott. | Roma-Milan         | 1-2 |
| 31 ott. | Salernitana-Napoli | 0-1 |
| 31 ott. | Sassuolo-Empoli    | 1-2 |
| 30 ott. | Torino-Sampdoria   | 3-0 |
| 30 ott. | Verona-Juventus    | 2-1 |

|        | 12ª giornata        |     |
|        |                     |     |
| 6 nov. | Cagliari-Atalanta   | 1-2 |
| 5 nov. | Empoli-Genoa        | 2-2 |
| 6 nov. | Juventus-Fiorentina | 1-0 |
| 7 nov. | Lazio-Salernitana   | 3-0 |
| 7 nov. | Milan-Inter         | 1-1 |
| 7 nov. | Napoli-Verona       | 1-1 |
| 7 nov. | Sampdoria-Bologna   | 1-2 |
| 6 nov. | Spezia-Torino       | 1-0 |
| 7 nov. | Udinese-Sassuolo    | 3-2 |
| 7 nov. | Venezia-Roma        | 3-2 |

|         | 13ª giornata          |     |
|         |                       |     |
| 20 nov. | Atalanta-Spezia       | 5-2 |
| 21 nov. | Bologna-Venezia       | 0-1 |
| 20 nov. | Fiorentina-Milan      | 4-3 |
| 21 nov. | Genoa-Roma            | 0-2 |
| 21 nov. | Inter-Napoli          | 3-2 |
| 20 nov. | Lazio-Juventus        | 0-2 |
| 21 nov. | Salernitana-Sampdoria | 0-2 |
| 21 nov. | Sassuolo-Cagliari     | 2-2 |
| 22 nov. | Torino-Udinese        | 2-1 |
| 22 nov. | Verona-Empoli         | 2-1 |

|         | 14ª giornata         |     |
|         |                      |     |
| 26 nov. | Cagliari-Salernitana | 1-1 |
| 27 nov. | Empoli-Fiorentina    | 2-1 |
| 27 nov. | Juventus-Atalanta    | 0-1 |
| 28 nov. | Milan-Sassuolo       | 1-3 |
| 28 nov. | Napoli-Lazio         | 4-0 |
| 28 nov. | Roma-Torino          | 1-0 |
| 27 nov. | Sampdoria-Verona     | 3-1 |
| 28 nov. | Spezia-Bologna       | 0-1 |
| 28 nov. | Udinese-Genoa        | 0-0 |
| 27 nov. | Venezia-Inter        | 0-2 |

|         | 13ª giornata          |     |
|         |                       |     |
| 20 nov. | Atalanta-Spezia       | 5-2 |
| 21 nov. | Bologna-Venezia       | 0-1 |
| 20 nov. | Fiorentina-Milan      | 4-3 |
| 21 nov. | Genoa-Roma            | 0-2 |
| 21 nov. | Inter-Napoli          | 3-2 |
| 20 nov. | Lazio-Juventus        | 0-2 |
| 21 nov. | Salernitana-Sampdoria | 0-2 |
| 21 nov. | Sassuolo-Cagliari     | 2-2 |
| 22 nov. | Torino-Udinese        | 2-1 |
| 22 nov. | Verona-Empoli         | 2-1 |

|         | 14ª giornata         |     |
|         |                      |     |
| 26 nov. | Cagliari-Salernitana | 1-1 |
| 27 nov. | Empoli-Fiorentina    | 2-1 |
| 27 nov. | Juventus-Atalanta    | 0-1 |
| 28 nov. | Milan-Sassuolo       | 1-3 |
| 28 nov. | Napoli-Lazio         | 4-0 |
| 28 nov. | Roma-Torino          | 1-0 |
| 27 nov. | Sampdoria-Verona     | 3-1 |
| 28 nov. | Spezia-Bologna       | 0-1 |
| 28 nov. | Udinese-Genoa        | 0-0 |
| 27 nov. | Venezia-Inter        | 0-2 |

|         | 15ª giornata         |     |
|         |                      |     |
| 30 nov. | Atalanta-Venezia     | 4-0 |
| 1º dic. | Bologna-Roma         | 1-0 |
| 30 nov. | Fiorentina-Sampdoria | 3-1 |
| 1º dic. | Genoa-Milan          | 0-3 |
| 1º dic. | Inter-Spezia         | 2-0 |
| 2 dic.  | Lazio-Udinese        | 4-4 |
| 30 nov. | Salernitana-Juventus | 0-2 |
| 1º dic. | Sassuolo-Napoli      | 2-2 |
| 2 dic.  | Torino-Empoli        | 2-2 |
| 30 nov. | Verona-Cagliari      | 0-0 |

|        | 16ª giornata       |     |
|        |                    |     |
| 5 dic. | Bologna-Fiorentina | 2-3 |
| 6 dic. | Cagliari-Torino    | 1-1 |
| 6 dic. | Empoli-Udinese     | 3-1 |
| 5 dic. | Juventus-Genoa     | 2-0 |
| 4 dic. | Milan-Salernitana  | 2-0 |
| 4 dic. | Napoli-Atalanta    | 2-3 |
| 4 dic. | Roma-Inter         | 0-3 |
| 5 dic. | Sampdoria-Lazio    | 1-3 |
| 5 dic. | Spezia-Sassuolo    | 2-2 |
| 5 dic. | Venezia-Verona     | 3-4 |

|         | 15ª giornata         |     |
|         |                      |     |
| 30 nov. | Atalanta-Venezia     | 4-0 |
| 1º dic. | Bologna-Roma         | 1-0 |
| 30 nov. | Fiorentina-Sampdoria | 3-1 |
| 1º dic. | Genoa-Milan          | 0-3 |
| 1º dic. | Inter-Spezia         | 2-0 |
| 2 dic.  | Lazio-Udinese        | 4-4 |
| 30 nov. | Salernitana-Juventus | 0-2 |
| 1º dic. | Sassuolo-Napoli      | 2-2 |
| 2 dic.  | Torino-Empoli        | 2-2 |
| 30 nov. | Verona-Cagliari      | 0-0 |

|        | 16ª giornata       |     |
|        |                    |     |
| 5 dic. | Bologna-Fiorentina | 2-3 |
| 6 dic. | Cagliari-Torino    | 1-1 |
| 6 dic. | Empoli-Udinese     | 3-1 |
| 5 dic. | Juventus-Genoa     | 2-0 |
| 4 dic. | Milan-Salernitana  | 2-0 |
| 4 dic. | Napoli-Atalanta    | 2-3 |
| 4 dic. | Roma-Inter         | 0-3 |
| 5 dic. | Sampdoria-Lazio    | 1-3 |
| 5 dic. | Spezia-Sassuolo    | 2-2 |
| 5 dic. | Venezia-Verona     | 3-4 |

|         | 17ª giornata           |     |
|         |                        |     |
| 11 dic. | Fiorentina-Salernitana | 4-0 |
| 10 dic. | Genoa-Sampdoria        | 1-3 |
| 12 dic. | Inter-Cagliari         | 4-0 |
| 12 dic. | Napoli-Empoli          | 0-1 |
| 13 dic. | Roma-Spezia            | 2-0 |
| 12 dic. | Sassuolo-Lazio         | 2-1 |
| 12 dic. | Torino-Bologna         | 2-1 |
| 11 dic. | Udinese-Milan          | 1-1 |
| 11 dic. | Venezia-Juventus       | 1-1 |
| 12 dic. | Verona-Atalanta        | 1-2 |

|         | 18ª giornata        |     |
|         |                     |     |
| 18 dic. | Atalanta-Roma       | 1-4 |
| 18 dic. | Bologna-Juventus    | 0-2 |
| 18 dic. | Cagliari-Udinese    | 0-4 |
| 19 dic. | Fiorentina-Sassuolo | 2-2 |
| 17 dic. | Lazio-Genoa         | 3-1 |
| 19 dic. | Milan-Napoli        | 0-1 |
| 17 dic. | Salernitana-Inter   | 0-5 |
| 19 dic. | Sampdoria-Venezia   | 1-1 |
| 19 dic. | Spezia-Empoli       | 1-1 |
| 19 dic. | Torino-Verona       | 1-0 |

|         | 17ª giornata           |     |
|         |                        |     |
| 11 dic. | Fiorentina-Salernitana | 4-0 |
| 10 dic. | Genoa-Sampdoria        | 1-3 |
| 12 dic. | Inter-Cagliari         | 4-0 |
| 12 dic. | Napoli-Empoli          | 0-1 |
| 13 dic. | Roma-Spezia            | 2-0 |
| 12 dic. | Sassuolo-Lazio         | 2-1 |
| 12 dic. | Torino-Bologna         | 2-1 |
| 11 dic. | Udinese-Milan          | 1-1 |
| 11 dic. | Venezia-Juventus       | 1-1 |
| 12 dic. | Verona-Atalanta        | 1-2 |

|         | 18ª giornata        |     |
|         |                     |     |
| 18 dic. | Atalanta-Roma       | 1-4 |
| 18 dic. | Bologna-Juventus    | 0-2 |
| 18 dic. | Cagliari-Udinese    | 0-4 |
| 19 dic. | Fiorentina-Sassuolo | 2-2 |
| 17 dic. | Lazio-Genoa         | 3-1 |
| 19 dic. | Milan-Napoli        | 0-1 |
| 17 dic. | Salernitana-Inter   | 0-5 |
| 19 dic. | Sampdoria-Venezia   | 1-1 |
| 19 dic. | Spezia-Empoli       | 1-1 |
| 19 dic. | Torino-Verona       | 1-0 |

| \| \| 19ª giornata \| \| \| \| \| \| \| 22 dic. \| Empoli-Milan \| 2-4 \| \| 21 dic. \| Genoa-Atalanta \| 0-0 \| \| 22 dic. \| Inter-Torino \| 1-0 \| \| 21 dic. \| Juventus-Cagliari \| 2-0 \| \| 22 dic. \| Napoli-Spezia \| 0-1 \| \| 22 dic. \| Roma-Sampdoria \| 1-1 \| \| 22 dic. \| Sassuolo-Bologna \| 0-3 \| \| 20 apr. \| Udinese-Salernitana[182] \| 0-1 \| \| 22 dic. \| Venezia-Lazio \| 1-3 \| \| 22 dic. \| Verona-Fiorentina \| 1-1 \| |                     |     |
| | 19ª giornata        |     |
| |                     |     |
| 22 dic. | Empoli-Milan        | 2-4 |
| 21 dic. | Genoa-Atalanta      | 0-0 |
| 22 dic. | Inter-Torino        | 1-0 |
| 21 dic. | Juventus-Cagliari   | 2-0 |
| 22 dic. | Napoli-Spezia       | 0-1 |
| 22 dic. | Roma-Sampdoria      | 1-1 |
| 22 dic. | Sassuolo-Bologna    | 0-3 |
| 20 apr. | Udinese-Salernitana | 0-1 |
| 22 dic. | Venezia-Lazio       | 1-3 |
| 22 dic. | Verona-Fiorentina   | 1-1 |

|         | 19ª giornata        |     |
|         |                     |     |
| 22 dic. | Empoli-Milan        | 2-4 |
| 21 dic. | Genoa-Atalanta      | 0-0 |
| 22 dic. | Inter-Torino        | 1-0 |
| 21 dic. | Juventus-Cagliari   | 2-0 |
| 22 dic. | Napoli-Spezia       | 0-1 |
| 22 dic. | Roma-Sampdoria      | 1-1 |
| 22 dic. | Sassuolo-Bologna    | 0-3 |
| 20 apr. | Udinese-Salernitana | 0-1 |
| 22 dic. | Venezia-Lazio       | 1-3 |
| 22 dic. | Verona-Fiorentina   | 1-1 |

#### Girone di ritorno
|         | 20ª giornata        |     |
|         |                     |     |
| 27 apr. | Atalanta-Torino     | 4-4 |
| 27 apr. | Bologna-Inter       | 2-1 |
| 27 apr. | Fiorentina-Udinese  | 0-4 |
| 6 gen.  | Juventus-Napoli     | 1-1 |
| 6 gen.  | Lazio-Empoli        | 3-3 |
| 6 gen.  | Milan-Roma          | 3-1 |
| 5 mag.  | Salernitana-Venezia | 2-1 |
| 6 gen.  | Sampdoria-Cagliari  | 1-2 |
| 6 gen.  | Sassuolo-Genoa      | 1-1 |
| 6 gen.  | Spezia-Verona       | 1-2 |

|         | 21ª giornata       |     |
|         |                    |     |
| 11 gen. | Cagliari-Bologna   | 2-1 |
| 9 gen.  | Empoli-Sassuolo    | 1-5 |
| 9 gen.  | Genoa-Spezia       | 0-1 |
| 9 gen.  | Inter-Lazio        | 2-1 |
| 9 gen.  | Napoli-Sampdoria   | 1-0 |
| 9 gen.  | Roma-Juventus      | 3-4 |
| 10 gen. | Torino-Fiorentina  | 4-0 |
| 9 gen.  | Udinese-Atalanta   | 2-6 |
| 9 gen.  | Venezia-Milan      | 0-3 |
| 9 gen.  | Verona-Salernitana | 1-2 |

|         | 20ª giornata        |     |
|         |                     |     |
| 27 apr. | Atalanta-Torino     | 4-4 |
| 27 apr. | Bologna-Inter       | 2-1 |
| 27 apr. | Fiorentina-Udinese  | 0-4 |
| 6 gen.  | Juventus-Napoli     | 1-1 |
| 6 gen.  | Lazio-Empoli        | 3-3 |
| 6 gen.  | Milan-Roma          | 3-1 |
| 5 mag.  | Salernitana-Venezia | 2-1 |
| 6 gen.  | Sampdoria-Cagliari  | 1-2 |
| 6 gen.  | Sassuolo-Genoa      | 1-1 |
| 6 gen.  | Spezia-Verona       | 1-2 |

|         | 21ª giornata       |     |
|         |                    |     |
| 11 gen. | Cagliari-Bologna   | 2-1 |
| 9 gen.  | Empoli-Sassuolo    | 1-5 |
| 9 gen.  | Genoa-Spezia       | 0-1 |
| 9 gen.  | Inter-Lazio        | 2-1 |
| 9 gen.  | Napoli-Sampdoria   | 1-0 |
| 9 gen.  | Roma-Juventus      | 3-4 |
| 10 gen. | Torino-Fiorentina  | 4-0 |
| 9 gen.  | Udinese-Atalanta   | 2-6 |
| 9 gen.  | Venezia-Milan      | 0-3 |
| 9 gen.  | Verona-Salernitana | 1-2 |

|         | 22ª giornata      |     |
|         |                   |     |
| 16 gen. | Atalanta-Inter    | 0-0 |
| 17 gen. | Bologna-Napoli    | 0-2 |
| 17 gen. | Fiorentina-Genoa  | 6-0 |
| 15 gen. | Juventus-Udinese  | 2-0 |
| 17 gen. | Milan-Spezia      | 1-2 |
| 16 gen. | Roma-Cagliari     | 1-0 |
| 15 gen. | Salernitana-Lazio | 0-3 |
| 15 gen. | Sampdoria-Torino  | 1-2 |
| 16 gen. | Sassuolo-Verona   | 2-4 |
| 16 gen. | Venezia-Empoli    | 1-1 |

|         | 23ª giornata        |     |
|         |                     |     |
| 23 gen. | Cagliari-Fiorentina | 1-1 |
| 23 gen. | Empoli-Roma         | 2-4 |
| 22 gen. | Genoa-Udinese       | 0-0 |
| 22 gen. | Inter-Venezia       | 2-1 |
| 22 gen. | Lazio-Atalanta      | 0-0 |
| 23 gen. | Milan-Juventus      | 0-0 |
| 23 gen. | Napoli-Salernitana  | 4-1 |
| 23 gen. | Spezia-Sampdoria    | 1-0 |
| 23 gen. | Torino-Sassuolo     | 1-1 |
| 21 gen. | Verona-Bologna      | 2-1 |

|         | 22ª giornata      |     |
|         |                   |     |
| 16 gen. | Atalanta-Inter    | 0-0 |
| 17 gen. | Bologna-Napoli    | 0-2 |
| 17 gen. | Fiorentina-Genoa  | 6-0 |
| 15 gen. | Juventus-Udinese  | 2-0 |
| 17 gen. | Milan-Spezia      | 1-2 |
| 16 gen. | Roma-Cagliari     | 1-0 |
| 15 gen. | Salernitana-Lazio | 0-3 |
| 15 gen. | Sampdoria-Torino  | 1-2 |
| 16 gen. | Sassuolo-Verona   | 2-4 |
| 16 gen. | Venezia-Empoli    | 1-1 |

|         | 23ª giornata        |     |
|         |                     |     |
| 23 gen. | Cagliari-Fiorentina | 1-1 |
| 23 gen. | Empoli-Roma         | 2-4 |
| 22 gen. | Genoa-Udinese       | 0-0 |
| 22 gen. | Inter-Venezia       | 2-1 |
| 22 gen. | Lazio-Atalanta      | 0-0 |
| 23 gen. | Milan-Juventus      | 0-0 |
| 23 gen. | Napoli-Salernitana  | 4-1 |
| 23 gen. | Spezia-Sampdoria    | 1-0 |
| 23 gen. | Torino-Sassuolo     | 1-1 |
| 21 gen. | Verona-Bologna      | 2-1 |

|        | 24ª giornata       |     |
|        |                    |     |
| 6 feb. | Atalanta-Cagliari  | 1-2 |
| 6 feb. | Bologna-Empoli     | 0-0 |
| 5 feb. | Fiorentina-Lazio   | 0-3 |
| 5 feb. | Inter-Milan        | 1-2 |
| 6 feb. | Juventus-Verona    | 2-0 |
| 5 feb. | Roma-Genoa         | 0-0 |
| 7 feb. | Salernitana-Spezia | 2-2 |
| 6 feb. | Sampdoria-Sassuolo | 4-0 |
| 6 feb. | Udinese-Torino     | 2-0 |
| 6 feb. | Venezia-Napoli     | 0-2 |

|         | 25ª giornata      |     |
|         |                   |     |
| 13 feb. | Atalanta-Juventus | 1-1 |
| 13 feb. | Empoli-Cagliari   | 1-1 |
| 13 feb. | Genoa-Salernitana | 1-1 |
| 12 feb. | Lazio-Bologna     | 3-0 |
| 13 feb. | Milan-Sampdoria   | 1-0 |
| 12 feb. | Napoli-Inter      | 1-1 |
| 13 feb. | Sassuolo-Roma     | 2-2 |
| 14 feb. | Spezia-Fiorentina | 1-2 |
| 12 feb. | Torino-Venezia    | 1-2 |
| 13 feb. | Verona-Udinese    | 4-0 |

|        | 24ª giornata       |     |
|        |                    |     |
| 6 feb. | Atalanta-Cagliari  | 1-2 |
| 6 feb. | Bologna-Empoli     | 0-0 |
| 5 feb. | Fiorentina-Lazio   | 0-3 |
| 5 feb. | Inter-Milan        | 1-2 |
| 6 feb. | Juventus-Verona    | 2-0 |
| 5 feb. | Roma-Genoa         | 0-0 |
| 7 feb. | Salernitana-Spezia | 2-2 |
| 6 feb. | Sampdoria-Sassuolo | 4-0 |
| 6 feb. | Udinese-Torino     | 2-0 |
| 6 feb. | Venezia-Napoli     | 0-2 |

|         | 25ª giornata      |     |
|         |                   |     |
| 13 feb. | Atalanta-Juventus | 1-1 |
| 13 feb. | Empoli-Cagliari   | 1-1 |
| 13 feb. | Genoa-Salernitana | 1-1 |
| 12 feb. | Lazio-Bologna     | 3-0 |
| 13 feb. | Milan-Sampdoria   | 1-0 |
| 12 feb. | Napoli-Inter      | 1-1 |
| 13 feb. | Sassuolo-Roma     | 2-2 |
| 14 feb. | Spezia-Fiorentina | 1-2 |
| 12 feb. | Torino-Venezia    | 1-2 |
| 13 feb. | Verona-Udinese    | 4-0 |

|         | 26ª giornata        |     |
|         |                     |     |
| 21 feb. | Bologna-Spezia      | 2-1 |
| 21 feb. | Cagliari-Napoli     | 1-1 |
| 20 feb. | Fiorentina-Atalanta | 1-0 |
| 20 feb. | Inter-Sassuolo      | 0-2 |
| 18 feb. | Juventus-Torino     | 1-1 |
| 19 feb. | Roma-Verona         | 2-2 |
| 19 feb. | Salernitana-Milan   | 2-2 |
| 19 feb. | Sampdoria-Empoli    | 2-0 |
| 20 feb. | Udinese-Lazio       | 1-1 |
| 20 feb. | Venezia-Genoa       | 1-1 |

|         | 27ª giornata        |     |
|         |                     |     |
| 28 feb. | Atalanta-Sampdoria  | 4-0 |
| 26 feb. | Empoli-Juventus     | 2-3 |
| 25 feb. | Genoa-Inter         | 0-0 |
| 27 feb. | Lazio-Napoli        | 1-2 |
| 25 feb. | Milan-Udinese       | 1-1 |
| 26 feb. | Salernitana-Bologna | 1-1 |
| 26 feb. | Sassuolo-Fiorentina | 2-1 |
| 27 feb. | Spezia-Roma         | 0-1 |
| 27 feb. | Torino-Cagliari     | 1-2 |
| 27 feb. | Verona-Venezia      | 3-1 |

|         | 26ª giornata        |     |
|         |                     |     |
| 21 feb. | Bologna-Spezia      | 2-1 |
| 21 feb. | Cagliari-Napoli     | 1-1 |
| 20 feb. | Fiorentina-Atalanta | 1-0 |
| 20 feb. | Inter-Sassuolo      | 0-2 |
| 18 feb. | Juventus-Torino     | 1-1 |
| 19 feb. | Roma-Verona         | 2-2 |
| 19 feb. | Salernitana-Milan   | 2-2 |
| 19 feb. | Sampdoria-Empoli    | 2-0 |
| 20 feb. | Udinese-Lazio       | 1-1 |
| 20 feb. | Venezia-Genoa       | 1-1 |

|         | 27ª giornata        |     |
|         |                     |     |
| 28 feb. | Atalanta-Sampdoria  | 4-0 |
| 26 feb. | Empoli-Juventus     | 2-3 |
| 25 feb. | Genoa-Inter         | 0-0 |
| 27 feb. | Lazio-Napoli        | 1-2 |
| 25 feb. | Milan-Udinese       | 1-1 |
| 26 feb. | Salernitana-Bologna | 1-1 |
| 26 feb. | Sassuolo-Fiorentina | 2-1 |
| 27 feb. | Spezia-Roma         | 0-1 |
| 27 feb. | Torino-Cagliari     | 1-2 |
| 27 feb. | Verona-Venezia      | 3-1 |

|        | 28ª giornata      |     |
|        |                   |     |
| 6 mar. | Bologna-Torino    | 0-0 |
| 5 mar. | Cagliari-Lazio    | 0-3 |
| 6 mar. | Fiorentina-Verona | 1-1 |
| 6 mar. | Genoa-Empoli      | 0-0 |
| 4 mar. | Inter-Salernitana | 5-0 |
| 6 mar. | Juventus-Spezia   | 1-0 |
| 6 mar. | Napoli-Milan      | 0-1 |
| 5 mar. | Roma-Atalanta     | 1-0 |
| 5 mar. | Udinese-Sampdoria | 2-1 |
| 6 mar. | Venezia-Sassuolo  | 1-4 |

|         | 29ª giornata         |     |
|         |                      |     |
| 13 mar. | Atalanta-Genoa       | 0-0 |
| 13 mar. | Fiorentina-Bologna   | 1-0 |
| 14 mar. | Lazio-Venezia        | 1-0 |
| 12 mar. | Milan-Empoli         | 1-0 |
| 12 mar. | Salernitana-Sassuolo | 2-2 |
| 12 mar. | Sampdoria-Juventus   | 1-3 |
| 12 mar. | Spezia-Cagliari      | 2-0 |
| 13 mar. | Torino-Inter         | 1-1 |
| 13 mar. | Udinese-Roma         | 1-1 |
| 13 mar. | Verona-Napoli        | 1-2 |

|        | 28ª giornata      |     |
|        |                   |     |
| 6 mar. | Bologna-Torino    | 0-0 |
| 5 mar. | Cagliari-Lazio    | 0-3 |
| 6 mar. | Fiorentina-Verona | 1-1 |
| 6 mar. | Genoa-Empoli      | 0-0 |
| 4 mar. | Inter-Salernitana | 5-0 |
| 6 mar. | Juventus-Spezia   | 1-0 |
| 6 mar. | Napoli-Milan      | 0-1 |
| 5 mar. | Roma-Atalanta     | 1-0 |
| 5 mar. | Udinese-Sampdoria | 2-1 |
| 6 mar. | Venezia-Sassuolo  | 1-4 |

|         | 29ª giornata         |     |
|         |                      |     |
| 13 mar. | Atalanta-Genoa       | 0-0 |
| 13 mar. | Fiorentina-Bologna   | 1-0 |
| 14 mar. | Lazio-Venezia        | 1-0 |
| 12 mar. | Milan-Empoli         | 1-0 |
| 12 mar. | Salernitana-Sassuolo | 2-2 |
| 12 mar. | Sampdoria-Juventus   | 1-3 |
| 12 mar. | Spezia-Cagliari      | 2-0 |
| 13 mar. | Torino-Inter         | 1-1 |
| 13 mar. | Udinese-Roma         | 1-1 |
| 13 mar. | Verona-Napoli        | 1-2 |

|         | 30ª giornata         |     |
|         |                      |     |
| 20 mar. | Bologna-Atalanta     | 0-1 |
| 19 mar. | Cagliari-Milan       | 0-1 |
| 20 mar. | Empoli-Verona        | 1-1 |
| 18 mar. | Genoa-Torino         | 1-0 |
| 19 mar. | Inter-Fiorentina     | 1-1 |
| 20 mar. | Juventus-Salernitana | 2-0 |
| 19 mar. | Napoli-Udinese       | 2-1 |
| 20 mar. | Roma-Lazio           | 3-0 |
| 18 mar. | Sassuolo-Spezia      | 4-1 |
| 20 mar. | Venezia-Sampdoria    | 0-2 |

|        | 31ª giornata       |     |
|        |                    |     |
| 3 apr. | Atalanta-Napoli    | 1-3 |
| 3 apr. | Fiorentina-Empoli  | 1-0 |
| 3 apr. | Juventus-Inter     | 0-1 |
| 2 apr. | Lazio-Sassuolo     | 2-1 |
| 4 apr. | Milan-Bologna      | 0-0 |
| 2 apr. | Salernitana-Torino | 0-1 |
| 3 apr. | Sampdoria-Roma     | 0-1 |
| 2 apr. | Spezia-Venezia     | 1-0 |
| 3 apr. | Udinese-Cagliari   | 5-1 |
| 4 apr. | Verona-Genoa       | 1-0 |

|         | 30ª giornata         |     |
|         |                      |     |
| 20 mar. | Bologna-Atalanta     | 0-1 |
| 19 mar. | Cagliari-Milan       | 0-1 |
| 20 mar. | Empoli-Verona        | 1-1 |
| 18 mar. | Genoa-Torino         | 1-0 |
| 19 mar. | Inter-Fiorentina     | 1-1 |
| 20 mar. | Juventus-Salernitana | 2-0 |
| 19 mar. | Napoli-Udinese       | 2-1 |
| 20 mar. | Roma-Lazio           | 3-0 |
| 18 mar. | Sassuolo-Spezia      | 4-1 |
| 20 mar. | Venezia-Sampdoria    | 0-2 |

|        | 31ª giornata       |     |
|        |                    |     |
| 3 apr. | Atalanta-Napoli    | 1-3 |
| 3 apr. | Fiorentina-Empoli  | 1-0 |
| 3 apr. | Juventus-Inter     | 0-1 |
| 2 apr. | Lazio-Sassuolo     | 2-1 |
| 4 apr. | Milan-Bologna      | 0-0 |
| 2 apr. | Salernitana-Torino | 0-1 |
| 3 apr. | Sampdoria-Roma     | 0-1 |
| 2 apr. | Spezia-Venezia     | 1-0 |
| 3 apr. | Udinese-Cagliari   | 5-1 |
| 4 apr. | Verona-Genoa       | 1-0 |

|         | 32ª giornata      |     |
|         |                   |     |
| 11 apr. | Bologna-Sampdoria | 2-0 |
| 9 apr.  | Cagliari-Juventus | 1-2 |
| 9 apr.  | Empoli-Spezia     | 0-0 |
| 10 apr. | Genoa-Lazio       | 1-4 |
| 9 apr.  | Inter-Verona      | 2-0 |
| 10 apr. | Napoli-Fiorentina | 2-3 |
| 10 apr. | Roma-Salernitana  | 2-1 |
| 10 apr. | Sassuolo-Atalanta | 2-1 |
| 10 apr. | Torino-Milan      | 0-0 |
| 10 apr. | Venezia-Udinese   | 1-2 |

|         | 33ª giornata          |     |
|         |                       |     |
| 18 apr. | Atalanta-Verona       | 1-2 |
| 16 apr. | Cagliari-Sassuolo     | 1-0 |
| 16 apr. | Fiorentina-Venezia    | 1-0 |
| 16 apr. | Juventus-Bologna      | 1-1 |
| 16 apr. | Lazio-Torino          | 1-1 |
| 15 apr. | Milan-Genoa           | 2-0 |
| 18 apr. | Napoli-Roma           | 1-1 |
| 16 apr. | Sampdoria-Salernitana | 1-2 |
| 15 apr. | Spezia-Inter          | 1-3 |
| 16 apr. | Udinese-Empoli        | 4-1 |

|         | 32ª giornata      |     |
|         |                   |     |
| 11 apr. | Bologna-Sampdoria | 2-0 |
| 9 apr.  | Cagliari-Juventus | 1-2 |
| 9 apr.  | Empoli-Spezia     | 0-0 |
| 10 apr. | Genoa-Lazio       | 1-4 |
| 9 apr.  | Inter-Verona      | 2-0 |
| 10 apr. | Napoli-Fiorentina | 2-3 |
| 10 apr. | Roma-Salernitana  | 2-1 |
| 10 apr. | Sassuolo-Atalanta | 2-1 |
| 10 apr. | Torino-Milan      | 0-0 |
| 10 apr. | Venezia-Udinese   | 1-2 |

|         | 33ª giornata          |     |
|         |                       |     |
| 18 apr. | Atalanta-Verona       | 1-2 |
| 16 apr. | Cagliari-Sassuolo     | 1-0 |
| 16 apr. | Fiorentina-Venezia    | 1-0 |
| 16 apr. | Juventus-Bologna      | 1-1 |
| 16 apr. | Lazio-Torino          | 1-1 |
| 15 apr. | Milan-Genoa           | 2-0 |
| 18 apr. | Napoli-Roma           | 1-1 |
| 16 apr. | Sampdoria-Salernitana | 1-2 |
| 15 apr. | Spezia-Inter          | 1-3 |
| 16 apr. | Udinese-Empoli        | 4-1 |

|         | 34ª giornata           |     |
|         |                        |     |
| 24 apr. | Bologna-Udinese        | 2-2 |
| 24 apr. | Empoli-Napoli          | 3-2 |
| 24 apr. | Genoa-Cagliari         | 1-0 |
| 23 apr. | Inter-Roma             | 3-1 |
| 24 apr. | Lazio-Milan            | 1-2 |
| 24 apr. | Salernitana-Fiorentina | 2-1 |
| 25 apr. | Sassuolo-Juventus      | 1-2 |
| 23 apr. | Torino-Spezia          | 2-1 |
| 23 apr. | Venezia-Atalanta       | 1-3 |
| 23 apr. | Verona-Sampdoria       | 1-1 |

|         | 35ª giornata         |     |
|         |                      |     |
| 2 mag.  | Atalanta-Salernitana | 1-1 |
| 30 apr. | Cagliari-Verona      | 1-2 |
| 1º mag. | Empoli-Torino        | 1-3 |
| 1º mag. | Juventus-Venezia     | 2-1 |
| 1º mag. | Milan-Fiorentina     | 1-0 |
| 30 apr. | Napoli-Sassuolo      | 6-1 |
| 1º mag. | Roma-Bologna         | 0-0 |
| 30 apr. | Sampdoria-Genoa      | 1-0 |
| 30 apr. | Spezia-Lazio         | 3-4 |
| 1º mag. | Udinese-Inter        | 1-2 |

|         | 34ª giornata           |     |
|         |                        |     |
| 24 apr. | Bologna-Udinese        | 2-2 |
| 24 apr. | Empoli-Napoli          | 3-2 |
| 24 apr. | Genoa-Cagliari         | 1-0 |
| 23 apr. | Inter-Roma             | 3-1 |
| 24 apr. | Lazio-Milan            | 1-2 |
| 24 apr. | Salernitana-Fiorentina | 2-1 |
| 25 apr. | Sassuolo-Juventus      | 1-2 |
| 23 apr. | Torino-Spezia          | 2-1 |
| 23 apr. | Venezia-Atalanta       | 1-3 |
| 23 apr. | Verona-Sampdoria       | 1-1 |

|         | 35ª giornata         |     |
|         |                      |     |
| 2 mag.  | Atalanta-Salernitana | 1-1 |
| 30 apr. | Cagliari-Verona      | 1-2 |
| 1º mag. | Empoli-Torino        | 1-3 |
| 1º mag. | Juventus-Venezia     | 2-1 |
| 1º mag. | Milan-Fiorentina     | 1-0 |
| 30 apr. | Napoli-Sassuolo      | 6-1 |
| 1º mag. | Roma-Bologna         | 0-0 |
| 30 apr. | Sampdoria-Genoa      | 1-0 |
| 30 apr. | Spezia-Lazio         | 3-4 |
| 1º mag. | Udinese-Inter        | 1-2 |

|        | 36ª giornata         |     |
|        |                      |     |
| 9 mag. | Fiorentina-Roma      | 2-0 |
| 6 mag. | Genoa-Juventus       | 2-1 |
| 6 mag. | Inter-Empoli         | 4-2 |
| 7 mag. | Lazio-Sampdoria      | 2-0 |
| 8 mag. | Salernitana-Cagliari | 1-1 |
| 7 mag. | Sassuolo-Udinese     | 1-1 |
| 8 mag. | Spezia-Atalanta      | 1-3 |
| 7 mag. | Torino-Napoli        | 0-1 |
| 8 mag. | Venezia-Bologna      | 4-3 |
| 8 mag. | Verona-Milan         | 1-3 |

|         | 37ª giornata         |     |
|         |                      |     |
| 15 mag. | Bologna-Sassuolo     | 1-3 |
| 15 mag. | Cagliari-Inter       | 1-3 |
| 14 mag. | Empoli-Salernitana   | 1-1 |
| 16 mag. | Juventus-Lazio       | 2-2 |
| 15 mag. | Milan-Atalanta       | 2-0 |
| 15 mag. | Napoli-Genoa         | 3-0 |
| 14 mag. | Roma-Venezia         | 1-1 |
| 16 mag. | Sampdoria-Fiorentina | 4-1 |
| 14 mag. | Udinese-Spezia       | 2-3 |
| 14 mag. | Verona-Torino        | 0-1 |

|        | 36ª giornata         |     |
|        |                      |     |
| 9 mag. | Fiorentina-Roma      | 2-0 |
| 6 mag. | Genoa-Juventus       | 2-1 |
| 6 mag. | Inter-Empoli         | 4-2 |
| 7 mag. | Lazio-Sampdoria      | 2-0 |
| 8 mag. | Salernitana-Cagliari | 1-1 |
| 7 mag. | Sassuolo-Udinese     | 1-1 |
| 8 mag. | Spezia-Atalanta      | 1-3 |
| 7 mag. | Torino-Napoli        | 0-1 |
| 8 mag. | Venezia-Bologna      | 4-3 |
| 8 mag. | Verona-Milan         | 1-3 |

|         | 37ª giornata         |     |
|         |                      |     |
| 15 mag. | Bologna-Sassuolo     | 1-3 |
| 15 mag. | Cagliari-Inter       | 1-3 |
| 14 mag. | Empoli-Salernitana   | 1-1 |
| 16 mag. | Juventus-Lazio       | 2-2 |
| 15 mag. | Milan-Atalanta       | 2-0 |
| 15 mag. | Napoli-Genoa         | 3-0 |
| 14 mag. | Roma-Venezia         | 1-1 |
| 16 mag. | Sampdoria-Fiorentina | 4-1 |
| 14 mag. | Udinese-Spezia       | 2-3 |
| 14 mag. | Verona-Torino        | 0-1 |

| \| \| 38ª giornata \| \| \| \| \| \| \| 21 mag. \| Atalanta-Empoli \| 0-1 \| \| 21 mag. \| Fiorentina-Juventus \| 2-0 \| \| 21 mag. \| Genoa-Bologna \| 0-1 \| \| 22 mag. \| Inter-Sampdoria \| 3-0 \| \| 21 mag. \| Lazio-Verona \| 3-3 \| \| 22 mag. \| Salernitana-Udinese \| 0-4 \| \| 22 mag. \| Sassuolo-Milan \| 0-3 \| \| 22 mag. \| Spezia-Napoli \| 0-3 \| \| 20 mag. \| Torino-Roma \| 0-3 \| \| 22 mag. \| Venezia-Cagliari \| 0-0 \| |                     |     |
| | 38ª giornata        |     |
| |                     |     |
| 21 mag. | Atalanta-Empoli     | 0-1 |
| 21 mag. | Fiorentina-Juventus | 2-0 |
| 21 mag. | Genoa-Bologna       | 0-1 |
| 22 mag. | Inter-Sampdoria     | 3-0 |
| 21 mag. | Lazio-Verona        | 3-3 |
| 22 mag. | Salernitana-Udinese | 0-4 |
| 22 mag. | Sassuolo-Milan      | 0-3 |
| 22 mag. | Spezia-Napoli       | 0-3 |
| 20 mag. | Torino-Roma         | 0-3 |
| 22 mag. | Venezia-Cagliari    | 0-0 |

|         | 38ª giornata        |     |
|         |                     |     |
| 21 mag. | Atalanta-Empoli     | 0-1 |
| 21 mag. | Fiorentina-Juventus | 2-0 |
| 21 mag. | Genoa-Bologna       | 0-1 |
| 22 mag. | Inter-Sampdoria     | 3-0 |
| 21 mag. | Lazio-Verona        | 3-3 |
| 22 mag. | Salernitana-Udinese | 0-4 |
| 22 mag. | Sassuolo-Milan      | 0-3 |
| 22 mag. | Spezia-Napoli       | 0-3 |
| 20 mag. | Torino-Roma         | 0-3 |
| 22 mag. | Venezia-Cagliari    | 0-0 |

## Statistiche

### Squadre

#### Capoliste solitarie
|    | —— | —— | ——     | ——     | ——     | ——     | ——     | —— | ——  | ——  | ——  | ——  | ——     | ——     | ——  | ——    | ——    | ——    | ——    | ——    | ——    | ——    | ——    | ——    | ——    | ——  | ——    | ——    | ——    | ——    | ——    | ——    | ——    | ——    | ——    | ——    | ——    | —— |  |
|    |    |    | Napoli | Napoli | Napoli | Napoli | Napoli |    |     |     |     |     | Napoli | Napoli | Mil | Inter | Inter | Inter | Inter | Inter | Inter | Inter | Inter | Milan | Milan |     | Milan | Milan | Milan | Milan | Milan | Milan | Milan | Milan | Milan | Milan | Milan |    |  |
|    |    |    |        |        |        |        |        |    |     |     |     |     |        |        |     |       |       |       |       |       |       |       |       |       |       |     |       |       |       |       |       |       |       |       |       |       |       |    |  |
|    |    |    |        |        |        |        |        |    |     |     |     |     |        |        |     |       |       |       |       |       |       |       |       |       |       |     |       |       |       |       |       |       |       |       |       |       |       |    |  |
| 1ª | 2ª | 3ª | 4ª     | 5ª     | 6ª     | 7ª     | 8ª     | 9ª | 10ª | 11ª | 12ª | 13ª | 14ª    | 15ª    | 16ª | 17ª   | 18ª   | 19ª   | 20ª   | 21ª   | 22ª   | 23ª   | 24ª   | 25ª   | 26ª   | 27ª | 28ª   | 29ª   | 30ª   | 31ª   | 32ª   | 33ª   | 34ª   | 35ª   | 36ª   | 37ª   | 38ª   |    |  |

#### Classifica in divenire
|             | 1ª | 2ª | 3ª | 4ª | 5ª | 6ª | 7ª | 8ª | 9ª | 10ª | 11ª | 12ª | 13ª | 14ª | 15ª | 16ª | 17ª | 18ª | 19ª | 20ª | 21ª | 22ª | 23ª | 24ª | 25ª | 26ª | 27ª | 28ª | 29ª | 30ª | 31ª | 32ª | 33ª | 34ª | 35ª | 36ª | 37ª | 38ª |
|             |    |    |    |    |    |    |    |    |    |     |     |     |     |     |     |     |     |     |     |     |     |     |     |     |     |     |     |     |     |     |     |     |     |     |     |     |     |     |
| ----------- | -- | -- | -- | -- | -- | -- | -- | -- | -- | --- | --- | --- | --- | --- | --- | --- | --- | --- | --- | --- | --- | --- | --- | --- | --- | --- | --- | --- | --- | --- | --- | --- | --- | --- | --- | --- | --- | --- |
| Atalanta    | 3  | 4  | 4  | 7  | 10 | 11 | 11 | 14 | 15 | 18  | 19  | 22  | 25  | 28  | 31  | 34  | 37  | 37  | 38  | 38* | 41  | 42  | 43  | 43  | 44  | 44  | 47  | 47  | 48  | 51  | 51  | 51  | 51  | 54  | 56* | 59  | 59  | 59  |
| Bologna     | 3  | 4  | 7  | 7  | 8  | 8  | 11 | 12 | 12 | 12  | 15  | 18  | 18  | 21  | 24  | 24  | 24  | 24  | 27  | 27* | 27  | 27  | 27  | 28  | 28  | 31  | 32  | 33  | 33  | 33  | 34  | 37  | 38  | 39  | 43* | 43  | 43  | 46  |
| Cagliari    | 1  | 1  | 1  | 2  | 2  | 2  | 3  | 6  | 6  | 6   | 6   | 6   | 7   | 8   | 9   | 10  | 10  | 10  | 10  | 13  | 16  | 16  | 17  | 20  | 21  | 22  | 25  | 25  | 25  | 25  | 25  | 25  | 28  | 28  | 28  | 29  | 29  | 30  |
| Empoli      | 0  | 3  | 3  | 3  | 6  | 9  | 9  | 9  | 12 | 12  | 15  | 16  | 16  | 19  | 20  | 23  | 26  | 27  | 27  | 28  | 28  | 29  | 29  | 30  | 31  | 31  | 31  | 32  | 32  | 33  | 33  | 34  | 34  | 37  | 37  | 37  | 38  | 41  |
| Fiorentina  | 0  | 3  | 6  | 9  | 9  | 12 | 12 | 12 | 15 | 15  | 18  | 18  | 21  | 21  | 24  | 27  | 30  | 31  | 32  | 32  | 32  | 35  | 36  | 36  | 39  | 42  | 42  | 43  | 46  | 47  | 50  | 53  | 56  | 56  | 56  | 59  | 59  | 62  |
| Genoa       | 0  | 0  | 3  | 3  | 4  | 5  | 5  | 6  | 6  | 7   | 8   | 9   | 9   | 10  | 10  | 10  | 10  | 10  | 11  | 12  | 12  | 12  | 13  | 14  | 15  | 16  | 17  | 18  | 19  | 22  | 22  | 22  | 22  | 25  | 25  | 28  | 28  | 28  |
| Inter       | 3  | 6  | 7  | 10 | 13 | 14 | 17 | 17 | 18 | 21  | 24  | 25  | 28  | 31  | 34  | 37  | 40  | 43  | 46  | 46  | 49  | 50  | 53  | 53  | 54  | 54  | 55  | 58  | 59  | 60  | 63  | 66  | 69  | 72  | 75  | 78  | 81  | 84  |
| Juventus    | 1  | 1  | 1  | 2  | 5  | 8  | 11 | 14 | 15 | 15  | 15  | 18  | 21  | 21  | 24  | 27  | 28  | 31  | 34  | 35  | 38  | 41  | 42  | 45  | 46  | 47  | 50  | 53  | 56  | 59  | 59  | 62  | 63  | 66  | 69  | 69  | 70  | 70  |
| Lazio       | 3  | 6  | 6  | 7  | 8  | 11 | 11 | 14 | 14 | 17  | 18  | 21  | 21  | 21  | 22  | 25  | 25  | 28  | 31  | 32  | 32  | 35  | 36  | 39  | 42  | 43  | 43  | 46  | 49  | 49  | 52  | 55  | 56  | 56  | 59  | 62  | 63  | 64  |
| Milan       | 3  | 6  | 9  | 10 | 13 | 16 | 19 | 22 | 25 | 28  | 31  | 32  | 32  | 32  | 35  | 38  | 39  | 39  | 42  | 45  | 48  | 48  | 49  | 52  | 55  | 56  | 57  | 60  | 63  | 66  | 67  | 68  | 71  | 74  | 77  | 80  | 83  | 86  |
| Napoli      | 3  | 6  | 9  | 12 | 15 | 18 | 21 | 24 | 25 | 28  | 31  | 32  | 32  | 35  | 36  | 36  | 36  | 39  | 39  | 40  | 43  | 46  | 49  | 52  | 53  | 54  | 57  | 57  | 60  | 63  | 66  | 66  | 67  | 67  | 70  | 73  | 76  | 79  |
| Roma        | 3  | 6  | 9  | 9  | 12 | 12 | 15 | 15 | 16 | 19  | 19  | 19  | 22  | 25  | 25  | 25  | 28  | 31  | 32  | 32  | 32  | 35  | 38  | 39  | 40  | 41  | 44  | 47  | 48  | 51  | 54  | 57  | 58  | 58  | 59  | 59  | 60  | 63  |
| Salernitana | 0  | 0  | 0  | 0  | 1  | 1  | 4  | 4  | 4  | 7   | 7   | 7   | 7   | 8   | 8   | 8   | 8   | 8   | 8*  | 8*  | 11  | 11  | 11  | 12  | 13  | 14  | 15  | 15  | 16  | 16  | 16  | 16  | 19  | 25* | 26  | 30* | 31  | 31  |
| Sampdoria   | 0  | 1  | 2  | 5  | 5  | 5  | 6  | 6  | 9  | 9   | 9   | 9   | 12  | 15  | 15  | 15  | 18  | 19  | 20  | 20  | 20  | 20  | 20  | 23  | 23  | 26  | 26  | 26  | 26  | 29  | 29  | 29  | 29  | 30  | 33  | 33  | 36  | 36  |
| Sassuolo    | 3  | 4  | 4  | 4  | 4  | 7  | 7  | 8  | 11 | 14  | 14  | 14  | 15  | 18  | 19  | 20  | 23  | 24  | 24  | 25  | 28  | 28  | 29  | 29  | 30  | 33  | 36  | 39  | 40  | 43  | 43  | 46  | 46  | 46  | 46  | 47  | 50  | 50  |
| Spezia      | 1  | 1  | 1  | 4  | 4  | 4  | 4  | 7  | 7  | 8   | 8   | 11  | 11  | 11  | 11  | 12  | 12  | 13  | 16  | 16  | 19  | 22  | 25  | 26  | 26  | 26  | 26  | 26  | 29  | 29  | 32  | 33  | 33  | 33  | 33  | 33  | 36  | 36  |
| Torino      | 0  | 0  | 3  | 6  | 7  | 8  | 8  | 8  | 11 | 11  | 14  | 14  | 17  | 17  | 18  | 19  | 22  | 25  | 25  | 25* | 28  | 31  | 32  | 32  | 32  | 33  | 33  | 34  | 35  | 35  | 38  | 39  | 40  | 43  | 47* | 47  | 50  | 50  |
| Udinese     | 1  | 4  | 7  | 7  | 7  | 7  | 8  | 9  | 10 | 11  | 11  | 14  | 14  | 15  | 16  | 16  | 17  | 20  | 20  | 20* | 20  | 20  | 21  | 24  | 24  | 25  | 26  | 29  | 30  | 30  | 33  | 36  | 39  | 40  | 43* | 44  | 44  | 47  |
| Venezia     | 0  | 0  | 3  | 3  | 3  | 4  | 5  | 8  | 8  | 8   | 9   | 12  | 15  | 15  | 15  | 15  | 16  | 17  | 17  | 17  | 17  | 18  | 18  | 18  | 21  | 22  | 22  | 22  | 22  | 22  | 22  | 22  | 22  | 22  | 22  | 25  | 26  | 27  |
| Verona      | 0  | 0  | 0  | 3  | 4  | 5  | 8  | 8  | 11 | 12  | 15  | 16  | 19  | 19  | 20  | 23  | 23  | 23  | 24  | 27  | 27  | 30  | 33  | 33  | 36  | 37  | 40  | 41  | 41  | 42  | 45  | 45  | 48  | 49  | 52  | 52  | 52  | 53  |

NOTA: l'asterisco indica che l'incontro è stato rinviato o sospeso ed è presente sia in corrispondenza del turno rinviato sia in corrispondenza del turno immediatamente successivo al recupero: esso serve a segnalare che, nella stessa giornata successiva al recupero, la formazione vincente dispone di un punteggio maggiore. L'asterisco non compare con la squadra che esce sconfitta dal recupero (né in corrispondenza del rinvio, né per il recupero stesso), invece è da usare con entrambe le squadre se il recupero termina con un pareggio: in caso di pareggio o vittoria nella partita del recupero, può comportare un incremento potenziale "anomalo" (cioè di 2 punti o superiore ai 3 punti) nella giornata seguente dove il punteggio terrà conto di entrambe le partite (quella recuperata nel turno precedente e quella regolarmente giocata nel turno successivo: pareggio-pareggio = 2 punti; pareggio-vittoria o vittoria-pareggio = 4 punti; vittoria-vittoria = 6 punti).

#### Classifiche di rendimento

##### Rendimento andata-ritorno
| Andata      | Andata | Ritorno     | Ritorno |
|             |        |             |         |
| Inter       | 46     | Milan       | 44      |
| Milan       | 42     | Napoli      | 40      |
| Napoli      | 39     | Inter       | 38      |
| Atalanta    | 38     | Juventus    | 36      |
| Juventus    | 34     | Lazio       | 33      |
| Roma        | 32     | Roma        | 31      |
| Fiorentina  | 32     | Fiorentina  | 30      |
| Lazio       | 31     | Verona      | 29      |
| Empoli      | 27     | Udinese     | 27      |
| Bologna     | 27     | Sassuolo    | 26      |
| Torino      | 25     | Torino      | 25      |
| Sassuolo    | 24     | Atalanta    | 21      |
| Verona      | 24     | Spezia      | 20      |
| Udinese     | 20     | Cagliari    | 20      |
| Sampdoria   | 20     | Salernitana | 20      |
| Venezia     | 17     | Bologna     | 19      |
| Spezia      | 16     | Genoa       | 17      |
| Salernitana | 11     | Sampdoria   | 16      |
| Genoa       | 11     | Empoli      | 14      |
| Cagliari    | 10     | Venezia     | 10      |

##### Rendimento casa-trasferta
| Casa        | Casa | Trasferta   | Trasferta |
|             |      |             |           |
| Inter       | 45   | Milan       | 46        |
| Fiorentina  | 41   | Napoli      | 43        |
| Milan       | 40   | Inter       | 39        |
| Napoli      | 36   | Atalanta    | 39        |
| Lazio       | 36   | Juventus    | 35        |
| Roma        | 36   | Lazio       | 28        |
| Juventus    | 35   | Roma        | 27        |
| Verona      | 30   | Sassuolo    | 26        |
| Torino      | 29   | Empoli      | 24        |
| Bologna     | 28   | Verona      | 23        |
| Udinese     | 25   | Udinese     | 22        |
| Sassuolo    | 24   | Torino      | 21        |
| Sampdoria   | 21   | Fiorentina  | 21        |
| Atalanta    | 20   | Bologna     | 18        |
| Spezia      | 18   | Spezia      | 18        |
| Genoa       | 17   | Salernitana | 16        |
| Empoli      | 17   | Cagliari    | 15        |
| Cagliari    | 15   | Sampdoria   | 15        |
| Salernitana | 15   | Venezia     | 13        |
| Venezia     | 14   | Genoa       | 11        |

#### Primati stagionali
Squadre
- Maggior numero di vittorie: Milan (26)
- Maggior numero di pareggi: Genoa (16)
- Maggior numero di sconfitte: Venezia (23)
- Minor numero di vittorie: Genoa (4)
- Minor numero di pareggi: Fiorentina (5)
- Minor numero di sconfitte: Inter e Milan (4)
- Miglior attacco: Inter (84 gol fatti)
- Peggior attacco: Genoa (27 gol fatti)
- Miglior difesa: Milan e Napoli (31 gol subiti)
- Peggior difesa: Salernitana (78 gol subiti)
- Miglior differenza reti: Inter (+52)
- Peggior differenza reti: Salernitana (-45)
- Miglior serie positiva: Juventus (16, 15ª-30ª giornata) e Milan (16, 23ª-38ª giornata)
- Peggior serie negativa: Venezia (10, 27ª-35ª e 20ª giornata)
- Maggior numero di vittorie consecutive: Inter (8, 31ª-38ª giornata) e Napoli (8, 1ª-8ª giornata)

Partite
- Partite con più gol: Lazio-Udinese 4-4 (8, 15ª giornata), Atalanta-Torino 4-4 (8, 20ª giornata) e Udinese-Atalanta 2-6 (8, 21ª giornata)
- Pareggi con più gol: Lazio-Udinese 4-4 (8, 15ª giornata) e Atalanta-Torino 4-4 (8, 20ª giornata)
- Maggior scarto di gol: Fiorentina-Genoa 6-0 (6, 22ª giornata)
- Maggior numero di reti in una giornata: 39 (21ª giornata)
- Minor numero di reti in una giornata: 19 (31ª giornata)
- Maggior numero di espulsioni in una giornata: 7 (1ª e 24ª giornata)
- Maggior numero di pareggi in una giornata: 6 (26ª giornata)

### Individuali

#### Classifica marcatori
| Gol | Rigori |  | Giocatore         | Squadra                       |
| --- | ------ |  | ----------------- | ----------------------------- |
| 27  | 7      |  | Ciro Immobile     | Lazio                         |
| 24  | 5      |  | Dušan Vlahović    | Fiorentina (17), Juventus (7) |
| 21  | 3      |  | Lautaro Martínez  | Inter                         |
| 17  |        |  | Giovanni Simeone  | Verona                        |
| 17  | 3      |  | Tammy Abraham     | Roma                          |
| 16  | 1      |  | Gianluca Scamacca | Sassuolo                      |
| 15  | 6      |  | Domenico Berardi  | Sassuolo                      |
| 14  |        |  | Victor Osimhen    | Napoli                        |
| 14  | 2      |  | Marko Arnautović  | Bologna                       |
| 13  |        |  | Edin Džeko        | Inter                         |
| 13  |        |  | Mario Pašalić     | Atalanta                      |
| 13  | 1      |  | Gerard Deulofeu   | Udinese                       |
| 13  | 3      |  | João Pedro        | Cagliari                      |
| 13  | 4      |  | Andrea Pinamonti  | Empoli                        |
| 12  | 2      |  | Gianluca Caprari  | Verona                        |

#### MVP del mese
Di seguito i vincitori.
| Mese      | Giocatore           | Squadra    |
| --------- | ------------------- | ---------- |
| Settembre | Kalidou Koulibaly   | Napoli     |
| Ottobre   | Giovanni Simeone    | Verona     |
| Novembre  | Hakan Çalhanoğlu    | Inter      |
| Dicembre  | Dušan Vlahović      | Fiorentina |
| Gennaio   | Giacomo Raspadori   | Sassuolo   |
| Febbraio  | Ruslan Malinovs'kyj | Atalanta   |
| Marzo     | Victor Osimhen      | Napoli     |
| Aprile    | Marcelo Brozović    | Inter      |
| Maggio    | Sandro Tonali       | Milan      |

#### MVC del mese
Di seguito i vincitori.
| Mese      | Allenatore           | Squadra  |
| --------- | -------------------- | -------- |
| Settembre | Luciano Spalletti    | Napoli   |
| Ottobre   | Stefano Pioli        | Milan    |
| Novembre  | Gian Piero Gasperini | Atalanta |
| Dicembre  | Simone Inzaghi       | Inter    |
| Gennaio   | Thiago Motta         | Spezia   |
| Febbraio  | Luciano Spalletti    | Napoli   |
| Marzo     | Stefano Pioli        | Milan    |
| Aprile    | Siniša Mihajlović    | Bologna  |
| Maggio    | Stefano Pioli        | Milan    |

#### Gol del mese
Di seguito i vincitori. La rete premiata con il riconoscimento Serie A Goal of the Season è evidenziata in giallo.
| Mese      | Giocatore           | Squadra   |
| --------- | ------------------- | --------- |
| Settembre | Lorenzo Pellegrini  | Roma      |
| Ottobre   | Antonio Candreva    | Sampdoria |
| Novembre  | Keita               | Cagliari  |
| Dicembre  | Juan Cuadrado       | Juventus  |
| Gennaio   | Lorenzo Pellegrini  | Roma      |
| Febbraio  | Ruslan Malinovs'kyj | Atalanta  |
| Marzo     | Lorenzo Pellegrini  | Roma      |
| Aprile    | Ivan Perišić        | Inter     |
| Maggio    | Theo Hernández      | Milan     |

#### Premi individuali della Lega Serie A
Di seguito i vincitori.
| Premio                   | Giocatore        | Squadra |
| ------------------------ | ---------------- | ------- |
| Miglior Under 23         | Victor Osimhen   | Napoli  |
| Miglior portiere         | Mike Maignan     | Milan   |
| Miglior difensore        | Gleison Bremer   | Torino  |
| Miglior centrocampista   | Marcelo Brozović | Inter   |
| Miglior attaccante       | Ciro Immobile    | Lazio   |
| Miglior giocatore        | Rafael Leão      | Milan   |
| Miglior allenatore       | Stefano Pioli    | Milan   |
| Miglior terreno di gioco | Stadio Friuli    | Udinese |